# 티레
티레(Tyre, /ˈtaɪər/; 아랍어: صُور; 페니키아어: 𐤑𐤓; 히브리어: צוֹר; 고대 그리스어: Τύρος Týros[*])는 레바논의 도시이며, 세계에서 가장 오래 계속해서 사람이 거주하는 도시 중 하나이다. 페니키아의 초기 대도시 중 하나였으며, 에우로페, 그녀의 형제들인 카드무스와 포이닉스, 그리고 카르타고의 설립자인 디도(엘리사)의 전설적인 출생지이다. 이 도시에는 티레 경마장을 비롯한 많은 고대 유적지가 있으며, 1984년 유네스코 세계유산 목록에 도시 전체가 추가되었다. 역사가 에르네스트 르낭은 "티레는 폐허 위에 세워진 폐허의 도시라고 부를 수 있다"고 언급했다.
티레는 베이루트, 트리폴리, 시돈, 바알베크에 이어 레바논에서 다섯 번째로 큰 도시이다. 남부주 티레 지구의 수도이다. 2016년 기준 티레 도시권에는 약 20만 명의 주민이 거주했으며, 여기에는 많은 난민이 포함된다. 티레는 레바논에 있는 12개의 팔레스타인 난민 캠프 중 세 곳(부르지 엘 시말리, 엘 부스, 라시디예)을 수용하고 있기 때문이다.

## 영토
티레는 지중해 연안에서 돌출되어 있으며, 베이루트에서 남쪽으로 약 80 km (50 mi) 떨어져 있다. 원래는 두 개의 별개의 도시 중심지로 구성되었다. 하나는 해안에서 500~700미터(야드) 떨어진 섬에 위치한 티레 본토였고, 다른 하나는 인접한 본토에 위치한 우슈라는 관련 정착지였다. 이 정착지는 나중에 고대 그리스어로 "오래된 티레"를 의미하는 팔라이티루스(Palaetyrus)라고 불렸다. 요새화된 도시는 "S'r"이 페니키아어로 "바위"를 의미하므로, 이 바위에서 이름이 유래되었다. 이 도시에는 두 개의 항구가 있었다. 북쪽의 "시돈 항구"는 현재에도 일부 존재하며, 남쪽의 "이집트 항구"는 최근에 발견되었을 가능성이 있다.

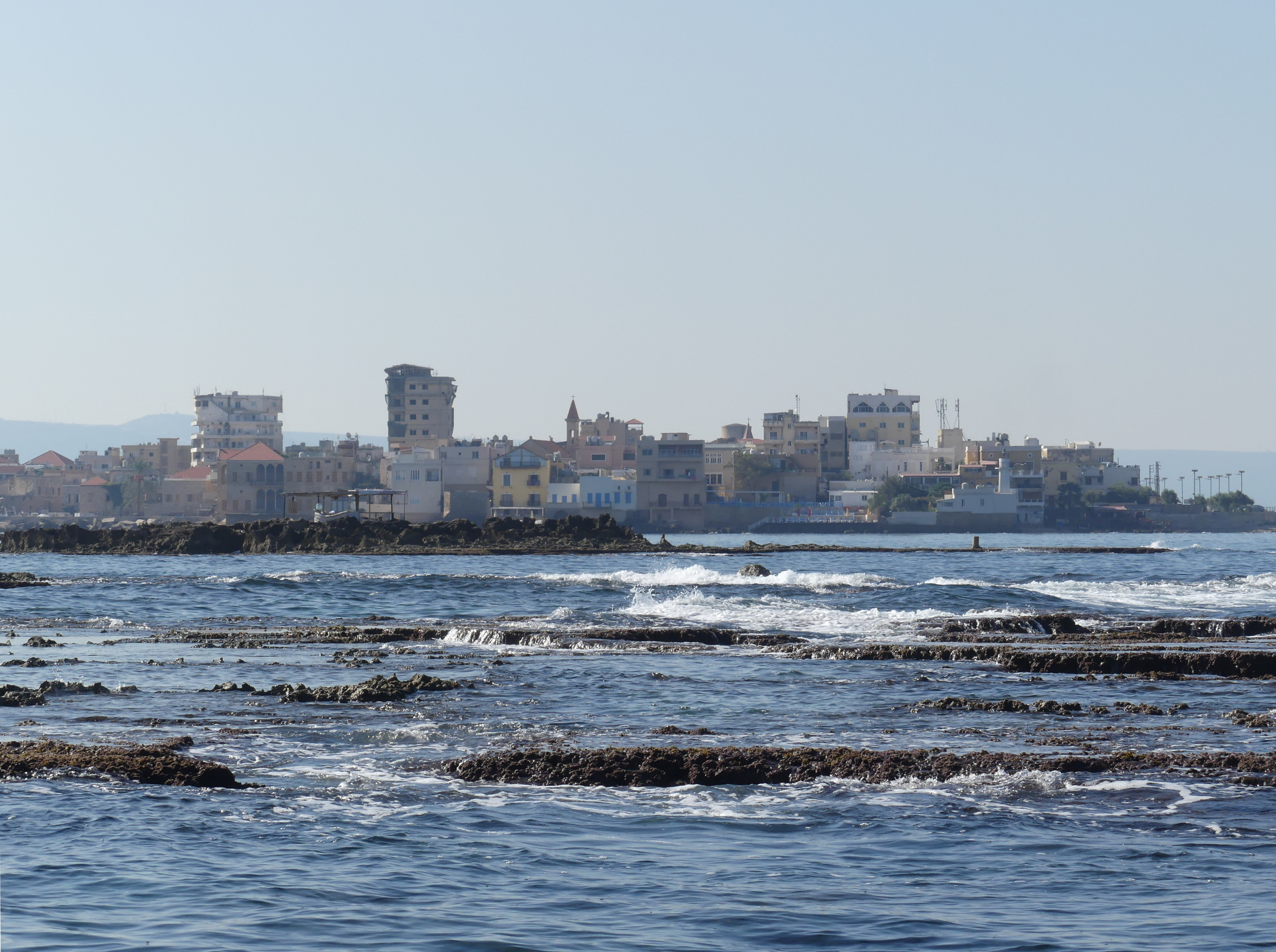
티레 해안의 바위섬들

선사 시대부터 역사 시대에 이르기까지, 티레 지역의 모든 정착지는 특히 남쪽의 샘인 라시디예와 라스 알 아인의 풍부한 민물 공급으로부터 혜택을 받았다. 또한 북쪽에는 알 바그보그와 아인 에브린의 샘뿐만 아니라 알카시미예라고도 알려진 리타니강이 있다. 현재의 티레시는 원래 섬의 상당 부분을 차지하며, 알렉산드로스 대왕이 기원전 332년에 건설한 육교 대부분을 확장하여 덮고 있다. 이 지협은 수세기에 걸쳐 양쪽의 광범위한 토사 퇴적물로 인해 폭이 크게 넓어졌다. 현대 티레시에 덮이지 않은 원래 섬의 부분은 대부분 고대 도시의 유적을 보여주는 고고학 유적지이다.
티레시의 16.7km2 (6½ sq. mi.)에 달하는 시가지 면적에 기여하는 네 개의 지방자치단체가 있지만, 그 어느 곳도 전체가 포함되지는 않는다. 소르 지방자치단체는 자연 및 해안 보호 구역을 제외한 시내 중심부를 포함하고, 동쪽의 부르지 엘 시말리는 무인 농지를 제외하며, 북쪽의 압바시예트 소르는 농지와 이주한 마을을 제외한다. 그리고 남동쪽의 아인 바알 역시 농지와 이주한 마을을 제외한다. 티레의 도시 지역은 비옥한 해안 평야에 위치하며, 이는 2017년 기준 도시 면적의 약 44%가 시내 농업에 사용되었고, 시가지가 40% 이상을 차지했다는 사실을 설명한다.
지형학 및 지진 활동 측면에서, 티레는 룸 단층과 얌무네 단층에 가깝다. 수천 년 동안 여러 차례 파괴적인 지진을 겪었지만, 대부분의 지역에서는 위험 수준이 낮고 일부 지역에서는 중간 정도이다. 그러나 지진과 그에 따른 산사태 및 홍수로 인한 지진해일은 티레 주민들에게 주요 자연 재해를 초래한다.
레바논 영해, 특히 티레 해안 아래에는 막대한 천연가스 매장량이 추정되지만, 이스라엘과의 영토 분쟁으로 인해 개발이 지연되고 있다.

## 어원
티레의 초기 이름으로는 아카드어 Ṣurru, 페니키아어 Ṣūr (파일:Phoenician 𐤑𐤓.svg), 히브리어 Tsur (צוֹר) 등이 있다. 셈어파에서는 도시의 이름이 원래 도시가 건설되었던 바위 지형을 따서 '바위'를 의미할 수 있다.
고전기 그리스에서는 Týros (Τύρος)가 지배적인 형태였는데, 이는 헤로도토스의 저작에서 처음 나타났지만 훨씬 이전에 채택되었을 수도 있다. 이것은 라틴어 Tyrus로 이어졌고, 이는 중세 영어 시기에 티레로 영어에 들어왔다. 티레의 데모님은 티레인(Tyrian)이며, 주민들은 티레인(Tyrians)이다.

## 기후

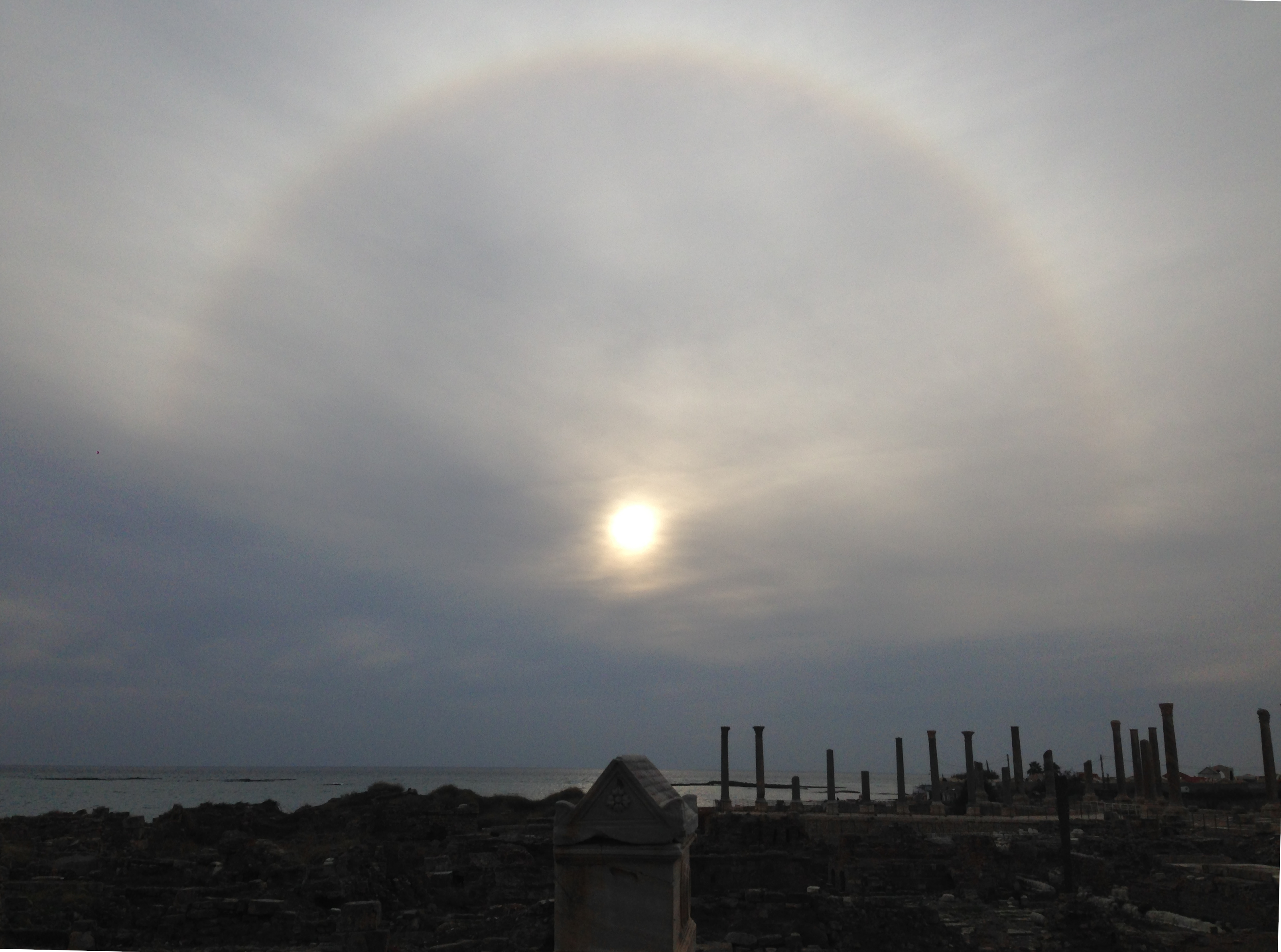
2019년 알 미나 유적지 상공에 나타난 22° 헤일로

티레는 5월부터 10월까지 6개월간의 가뭄이 특징인 고온 건조한 지중해성 기후 (쾨펜의 기후 구분에 따라 Csa로 분류)를 가지고 있다. 평균적으로 연간 300일의 태양이 비치며, 연평균 기온은 20.8°C (69.5°F)이다. 평균 최고 기온은 8월에 30.8°C (87.5°F)로 가장 높고, 평균 최저 기온은 1월에 10°C (50°F)로 가장 낮다. 평균 연간 강수량은 최대 645mm (25½")에 달한다. 바닷물 온도는 2월에 최저 17°C (63°F)에 도달하고 8월에 최고 32°C (90°F)에 도달한다. 70미터 (200') 깊이에서는 항상 17–18°C (63~64°F)를 유지한다.
한편, 지구 온난화로 인한 해수면 상승은 티레 반도와 만 지역의 해안 침식을 위협하고 있다.
| Tyre, elevation 5 m (16 ft)의 기후 | Tyre, elevation 5 m (16 ft)의 기후 | Tyre, elevation 5 m (16 ft)의 기후 | Tyre, elevation 5 m (16 ft)의 기후 | Tyre, elevation 5 m (16 ft)의 기후 | Tyre, elevation 5 m (16 ft)의 기후 | Tyre, elevation 5 m (16 ft)의 기후 | Tyre, elevation 5 m (16 ft)의 기후 | Tyre, elevation 5 m (16 ft)의 기후 | Tyre, elevation 5 m (16 ft)의 기후 | Tyre, elevation 5 m (16 ft)의 기후 | Tyre, elevation 5 m (16 ft)의 기후 | Tyre, elevation 5 m (16 ft)의 기후 | Tyre, elevation 5 m (16 ft)의 기후 |
| 월                                 | 1월                                | 2월                                | 3월                                | 4월                                | 5월                                | 6월                                | 7월                                | 8월                                | 9월                                | 10월                               | 11월                               | 12월                               | 연간                               |
| ---------------------------------- | ---------------------------------- | ---------------------------------- | ---------------------------------- | ---------------------------------- | ---------------------------------- | ---------------------------------- | ---------------------------------- | ---------------------------------- | ---------------------------------- | ---------------------------------- | ---------------------------------- | ---------------------------------- | ---------------------------------- |
| 일평균 최고 기온 °C (°F)           | 18.5 (65.3)                        | 18.8 (65.8)                        | 20.8 (69.4)                        | 23.0 (73.4)                        | 26.1 (79.0)                        | 28.5 (83.3)                        | 29.8 (85.6)                        | 30.7 (87.3)                        | 30.0 (86.0)                        | 27.6 (81.7)                        | 24.7 (76.5)                        | 19.5 (67.1)                        | 24.8 (76.7)                        |
| 일일 평균 기온 °C (°F)             | 14.1 (57.4)                        | 13.8 (56.8)                        | 15.5 (59.9)                        | 17.3 (63.1)                        | 20.5 (68.9)                        | 23.2 (73.8)                        | 25.2 (77.4)                        | 26.0 (78.8)                        | 25.1 (77.2)                        | 22.3 (72.1)                        | 19.2 (66.6)                        | 15.1 (59.2)                        | 19.8 (67.6)                        |
| 일평균 최저 기온 °C (°F)           | 9.8 (49.6)                         | 8.8 (47.8)                         | 10.1 (50.2)                        | 11.8 (53.2)                        | 15.0 (59.0)                        | 18.1 (64.6)                        | 20.7 (69.3)                        | 21.2 (70.2)                        | 20.1 (68.2)                        | 17.1 (62.8)                        | 13.6 (56.5)                        | 10.6 (51.1)                        | 14.7 (58.5)                        |
| 평균 강수량 mm (인치)              | 212 (8.3)                          | 109 (4.3)                          | 80 (3.1)                           | 42 (1.7)                           | 5 (0.2)                            | 0 (0)                              | 0 (0)                              | 0 (0)                              | 6 (0.2)                            | 40 (1.6)                           | 100 (3.9)                          | 200 (7.9)                          | 794 (31.2)                         |
| 출처: FAO                          |                                    |                                    |                                    |                                    |                                    |                                    |                                    |                                    |                                    |                                    |                                    |                                    |                                    |

## 역사
고대 도시 티레는 현대 레바논의 페니키아 해안을 따라 위치해 있다. 이 지역은 청동기 시대부터 사람이 거주해 왔다. 이 도시는 기원전 9세기에서 6세기 사이에 저명한 페니키아의 도시 국가로 성장하여 카르타고와 렙티스 마그나와 같은 지중해 주변에 명망 있는 식민지를 건설했다. 기원전 572년 페르시아의 지배를 받다가 기원전 332년 알렉산드로스 대왕에게 정복되었다. 그 이후의 헬레니즘, 로마, 비잔틴, 중세 시대의 기념비적인 고고학 유적들은 1984년 유네스코 세계유산 목록에 등재되었다.
로마 역사가 유스티누스는 도시의 원래 설립자들이 새로운 항구를 건설하기 위해 인근 도시 시돈에서 왔다고 기록했다. 할리카르나소스에서 태어난 유명한 그리스 역사가 헤로도토스(기원전 484-425년경)는 그리스-페르시아 전쟁(기원전 499-449년)이 끝날 무렵인 기원전 450년경 티레를 방문하여 그의 저서 역사에서 그곳의 사제들에 따르면 도시가 2300년 전(기원전 2750년경)에 본토의 성벽 도시로 건설되었으며, 현재는 팔레오티레(옛 티레)로 알려져 있다고 썼다.
페니키아 티레인들의 국제 무역망은 고대 작가들(아리아노스, 아나바시스, 2, 24; 스트라보, 지리학, 16, 2, 23)이 언급한 두 개의 항구를 기반으로 했다. 북쪽 항구는 페니키아 도시 시돈을 향해 열려 있었으며, 따라서 19세기와 20세기 학자들에 의해 "시돈 항구"라고 불렸지만, 후기 고대에는 "아스트로노이 항구"라고 불렸다. 남쪽 항구는 이집트를 향해 열려 있었으며, "이집트 항구"라고 불렸다. 두 항구의 위치는 17세기 이래로 추측의 대상이었다. 도시 북쪽의 대규모, 기원전 4-6세기 방파제에 대한 수중 발굴과 이 방파제 뒤에서 발견된 기원전 250년에서 서기 500년 사이의 항구 퇴적물은 티레 현대 항구 아래에서 고대 내내, 비록 영구적이지는 않더라도, 북쪽 항구가 반복적으로 존재했음을 입증했다.
남쪽 항구의 위치는 더 모호하다. 르낭(1864–1874)은 이를 현재 옛 섬의 남쪽 해상에 위치한 광대한 구조물로 상상했다. 이후의 잠수 조사는 옛 섬에서 150m 이내의 해저에서 수중 인공 구조물을 확인했다. 1939년에 처음으로 잠수부들을 통해 탐사하게 한 앙투안 푸아데바르는 이 구조물들을 두 개의 입구를 가진 항구를 둘러싼 옛 방파제로 보았다. 따라서 이 구조물들 내에 포함된 지리적 영역은 종종 "남쪽 항구"라고 불린다. 이 구조물들은 또한 도시 지역을 보호하는 간척지 형태의 지역으로 해석되기도 했다(엘-아무리 외, 2005; 프로스트, 1971; 르낭, 1864–1874). 최근 이 지역 내에서 페니키아 양식의 방파제가 발견되었지만, 그 시대 구분을 확인하기 위해서는 발굴이 필요하다. 구조물 뒤에서 발견된 항구 퇴적물은 방파제가 이집트 항구의 일부였음을 시사한다. 북쪽의 히람 탑 근처에서 발견된 항구 퇴적물은 시돈 항구의 초기 위치를 나타낸다.
티레의 발전은 기원전 332년에 알렉산드로스 대왕이 도시를 점령하기 위해 건설한 육교로 인해 큰 영향을 받았다. 이 육교는 길이가 750미터(820야드)이고 폭이 60미터(200피트)였으며, 수심 5.4미터(18피트) 미만의 해저 모래톱 위에 건설되었다. 이 모래톱은 섬 주변에서 파동의 굴절과 회절 효과로 인해 섬의 바람받이 쪽에서 모래가 퇴적되어 형성된 모래톱('돌출부'라고도 불림)으로 해석되었다. 육교는 해안을 따라 이동하는 모래 운반을 방해하여 모래가 육교를 따라 쌓이도록 했고, 빠르게 섬과 본토를 연결하는 돌출된 모래 육계사주를 형성했다.
이 모래 지협은 육교 건설 이후 수세기 동안 급격히 확장되었다. 초기 로마 제국 시대에는 기념비적인 건물들이 그 표면 대부분을 덮고 있었다. 이들의 배치는 지협이 그 당시 거의 현재와 같은 너비를 가졌음을 시사한다. 따라서 지협은 육교 건설 후 6-10세기 이내에 티레 섬의 동쪽 해안을 완전히 재편하여 도시의 급진적인 변화를 촉진했다.

## 해안 자연보호구역
티레는 레바논에서 가장 깨끗한 해변과 바다를 가지고 있다는 명성을 누리고 있다. 그러나 유엔 해비타트 보고서에 따르면 "특히 항구 지역의 폐수 방류로 인해 해수가 오염되어 있다"고 한다. 여전히 고체 폐기물로 인한 상당한 오염도 있다.

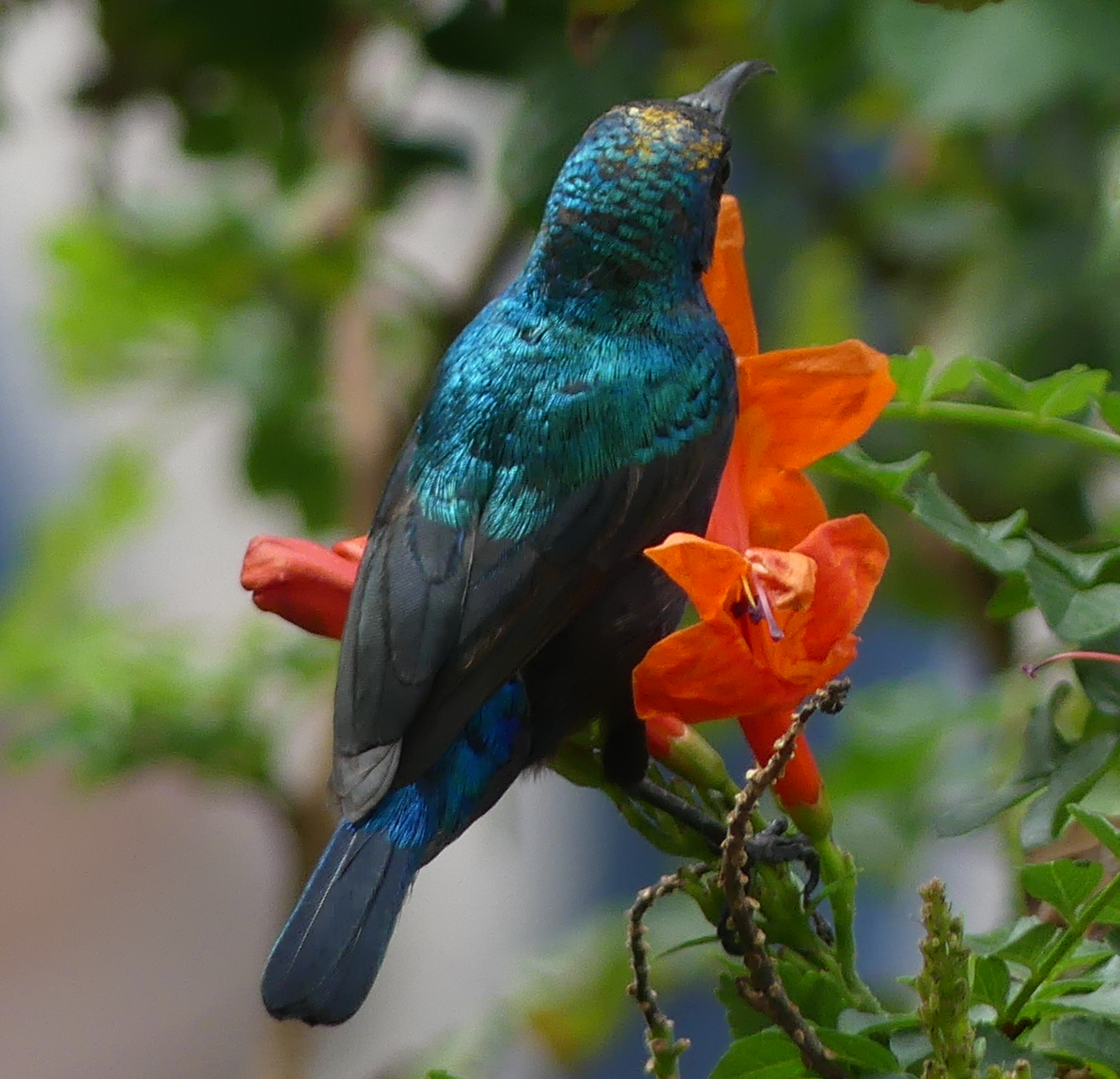
알 미나 근처 팔레스타인 태양새와 능소화

레바논 공공사업교통부는 1998년 티레 해안 자연보호구역(TCNR)을 지정했다. 길이는 3.5 km (2.2 mi)이며 면적은 380 헥타르 (940 ac) 이상이다. TCNR은 레바논 남부에서 가장 잘 보존된 모래 해안선 구간에 위치하며, 두 구역으로 나뉜다. 첫 번째 구역은 북쪽의 티레 휴게소에서 남쪽의 라시디예 난민 캠프까지 1.8km(1마일) 길이의 모래 해변이며, 폭은 500미터(야드)이다. 두 번째 구역은 라시디예에서 남쪽의 차티예 마을까지 2km(1¼마일) 길이의 농경지와 세 개의 끊임없이 흐르는 대수층 우물이 있는 라스 엘 아인의 샘으로 구성된다.
전자는 두 구역으로 나뉜다. 하나는 약 900미터(야드)의 공공 해변과 여름철에 바쁜 날에는 최대 2만 명의 방문객을 수용하는 레스토랑 텐트를 갖춘 관광 구역이다. 다른 하나는 바다거북과 철새의 보호 구역으로 900미터(야드)의 보존 구역이다.
그 다양한 식물상과 동물상으로 인해, 이 보호구역은 1999년 람사르 사이트로 지정되었으며, 습지 보존과 지속 가능한 이용을 위한 국제 조약에 따라 "레바논의 마지막 생물지리학적 생태계"로 간주된다. 이곳은 철새, 멸종 위기에 처한 붉은바다거북과 바다거북, 아라비아 가시쥐 및 기타 많은 생물(포함: 도마뱀, 유럽집박쥐, 유럽오소리)에게 중요한 번식지이다. 또한 티레 앞바다에서는 돌고래가 자주 목격된다. 종합적으로, TCNR은 다음을 포함한다.
50개 과에 걸쳐 분포하는 275종의 종이 서식한다. 또한, 이 보호구역은 지역적으로나 국가적으로 멸종위기종인 7종, 고유종 4종, 희귀종 10종의 서식지이며, 59종은 동부 지중해 지역에만 서식한다. 또한, 여러 생물 지표종과 25종의 약용식물이 확인되었다는 점도 주목할 만하다. TCNR은 모래 해안, 바위 해안, 연안대, 민물생태계 등 다양한 서식지에 속하는 식물 종을 포함한다. 그래미네아과, 콩과, 국화과, 움벨리페레아과의 다양한 종들이 식물 자원을 지배한다.
그러나 카스피 육지거북(Mauremys caspica), 초록두꺼비(Bufo viridis), 나무개구리(Hyla savigny)의 개체수가 급격히 감소하는 것으로 보아 TCNR의 생물 다양성이 위협받고 있다. 또한 2000년대부터 북아메리카 캠퍼위드(Heterotheca subaxillaris)가 블루 라인을 넘어 하이파에서 외래종으로 TCNR을 침범했다.
2006년 레바논 전쟁 중, 이스라엘 방위군이 보호 구역을 폭격하여 거북이 번식지가 영향을 받았다.
2021년 2월 아슈켈론 북부 해안을 황폐화시킨 기름 유출 또한 티레 해변을 오염시켰다.

## 역사 및 문화 유산

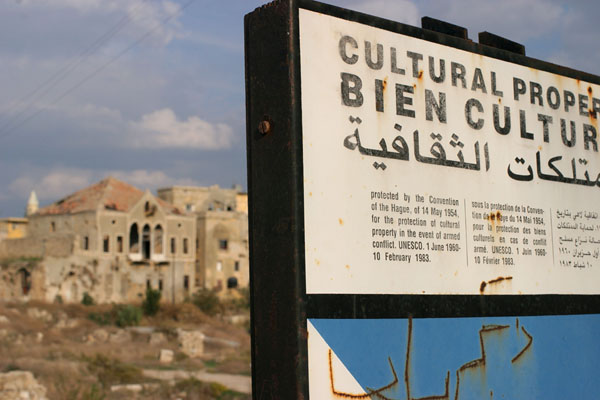
1954년 무력 충돌 시 문화재 보호에 관한 헤이그 협약에 따라 티레를 보호 문화재로 표시한 표지판. 재건된 맘루크 하우스 유적(왼쪽)에 주목.

티레 사람들에게 가장 지속적인 페니키아의 유산은 시리아어와 아카드어가 티레 지역에서 사용되는 아랍어에 남긴 언어적 흔적이라고 할 수 있다. 특히, 빗물에 의존하고 처리되지 않은 농산물을 설명할 때 널리 사용되는 용어 "바알리(Ba'ali)"는 바알 종교에서 유래한다. 티레의 아인 바알 지방자치단체 역시 페니키아 신의 이름을 따서 명명된 것으로 보인다. 그러나 고대와 중세 역사에서 가장 눈에 띄는 부분은 고고학 유적지이다.
첫 고고학 발굴은 1860년과 1861년 에르네스트 르낭에 의해 이루어졌다. 이어서 1870년대에는 요하네스 네펨크 세프가 발굴을 진행했다. 그의 가장 주목할 만한 업적은 프리드리히 바르바로사의 뼈를 찾기 위해 대성당을 발굴한 것이다. 1903년에는 콘스탄티노폴리스 제국 박물관의 큐레이터인 그리스 고고학자 테오도로 마크리디가 더 많은 작업을 수행했다. 대리석 석관 조각과 같은 중요한 발견물들이 오스만 제국의 수도로 보내졌다.

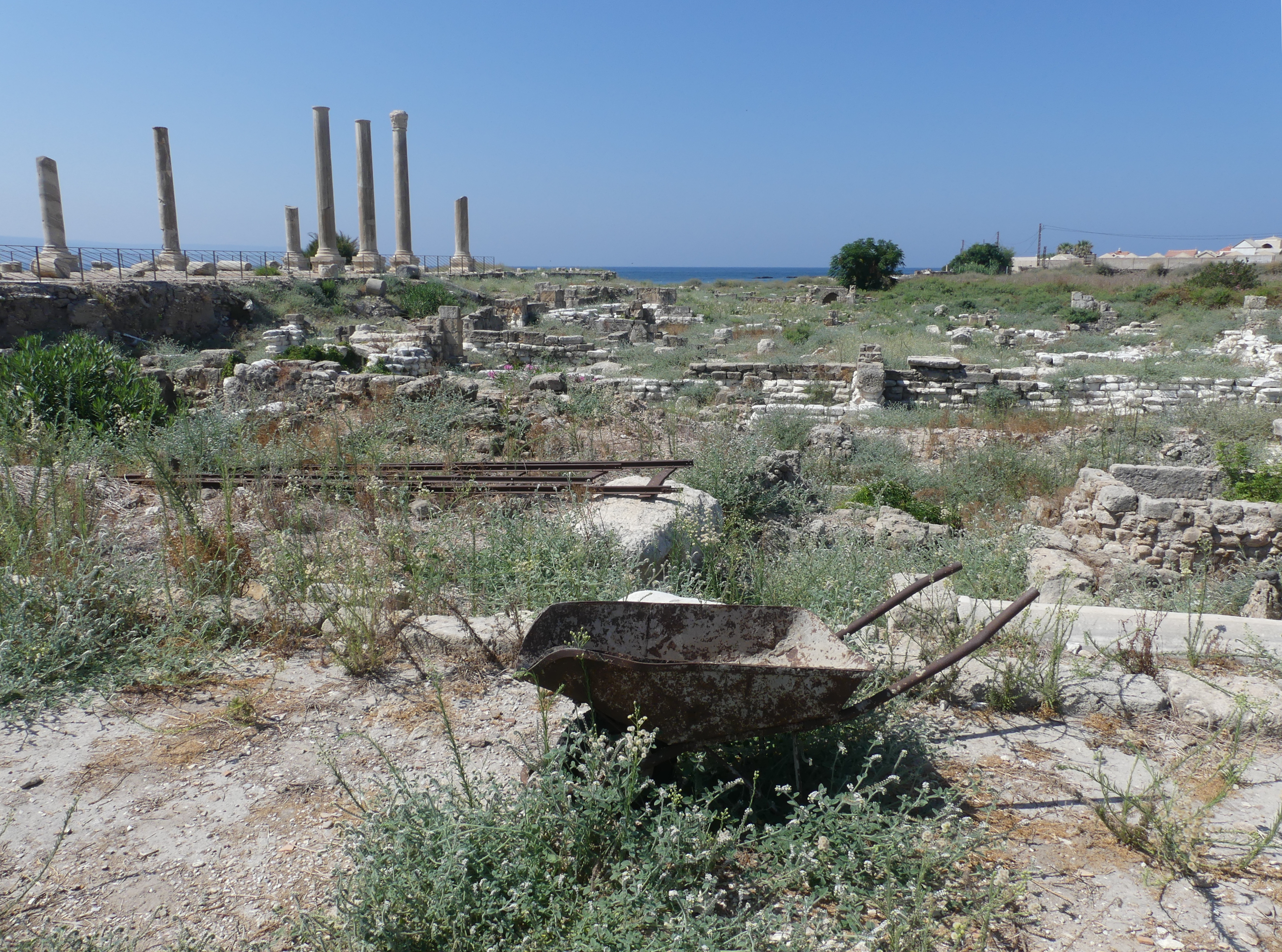
셰합의 알 미나 유적지 발굴에서 나온 녹슨 유물들

티레에 대한 고고학 조사는 1921년 드니즈 르 라쇠르(Denyse Le Lasseur)가 이끄는 프랑스 팀에 의해 이루어졌다. 이어서 1934년부터 1936년 사이에 항공 고고학의 선구자인 예수회 선교사 앙투안 푸아데바르가 이끄는 항공 조사와 잠수 탐사가 포함된 또 다른 임무가 수행되었다.
대규모 발굴은 1946년에 레바논 국립박물관의 큐레이터이자 수십 년간 레바논의 고대유물국장을 지낸 "현대 레바논 고고학의 아버지"인 에미르 모리스 셰합(1904–1994)의 지휘 아래 시작되었다. 그의 팀은 알 바스/경마장과 시가지/로마 목욕탕의 대부분 유적을 발굴했다.
1960년대, 키프로스 태생의 수중고고학 선구자인 호너 프로스트(Honor Frost, 1917–2010)는 "티레 해안의 항만 시설에 대한 중요한 고고학적 잠재력을 확인하고 기록하는 것을 목표로 한" 여러 조사를 시작했다. 그녀는 그 결과를 바탕으로 알 모바라키 타워가 실제로 헬레니즘 시대까지 거슬러 올라갈 수 있다고 제안했다.
그러나 이 모든 작업은 1975년 내전이 시작된 직후 중단되었고 많은 기록이 유실되었다.
1984년, 유엔 교육 과학 문화 기구(UNESCO)는 무력 충돌과 무정부 상태의 도시 개발로 인한 고고학 유적지 피해를 막기 위해 티레를 세계유산으로 지정했다.
1980년대 후반에는 알 바스 공동묘지에서 "비밀 발굴"이 이루어져 "고대 유물 시장에 쏟아져 나왔다."
정기적인 발굴 활동은 1995년에 알리 칼릴 바다위(Ali Khalil Badawi)의 감독 하에 다시 시작되었다. 얼마 지나지 않아 이스라엘 폭탄이 도시의 아파트 건물을 파괴했고, 그 잔해 아래에서 초기 교회의 증거가 발견되었다. 그 특이한 디자인은 이곳이 서기 315년에 봉헌된 파울리누스 대성당이 있었던 자리임을 시사한다.
1997년, 로마 공동묘지 근처 알-바스 유적지에서 최초의 페니키아 화장 공동묘지가 발굴되었다. 한편, 호너 프로스트는 지역 레바논 고고학자들이 추가적인 수중 조사를 수행하도록 지도했으며, 2001년에 티레 북부 항구 지역 내에서 인공 구조물의 존재를 확인했다.
2003년, 남레바논 고고학 및 유산 보존을 위한 전국 협회 회장이자 아말 운동의 노련한 지도자이자 레바논 의회의 오랜 의장인 나비 베리의 부인인 란다 베리가 칸 수르/칸 알 아스카르(구 마아니 궁전)를 보수하여 박물관으로 전환하는 계획을 후원했다. 2019년 현재 이와 관련하여 아무런 조치도 취해지지 않았고 유적은 계속해서 무너지고 있다.
2006년 레바논 전쟁의 적대 행위는 티레의 고대 건축물들을 위험에 빠뜨렸다. 이로 인해 유네스코 사무총장은 해당 유적지에 대한 "유산 경보"를 발령했다. 2006년 9월 적대 행위 중단 후 보존 전문가들이 레바논을 방문했을 때 티레의 고대 도시에 직접적인 피해는 없었지만, 폭격으로 인해 티레 네크로폴리스의 로마 시대 무덤 동굴에 있는 프레스코화가 손상되었다. 또한 "유지보수 부족, 빗물 관리 부족으로 인한 노출된 구조물의 부패, 다공성 및 연질 석재의 부패"를 포함한 추가적인 유적지 훼손이 확인되었다.

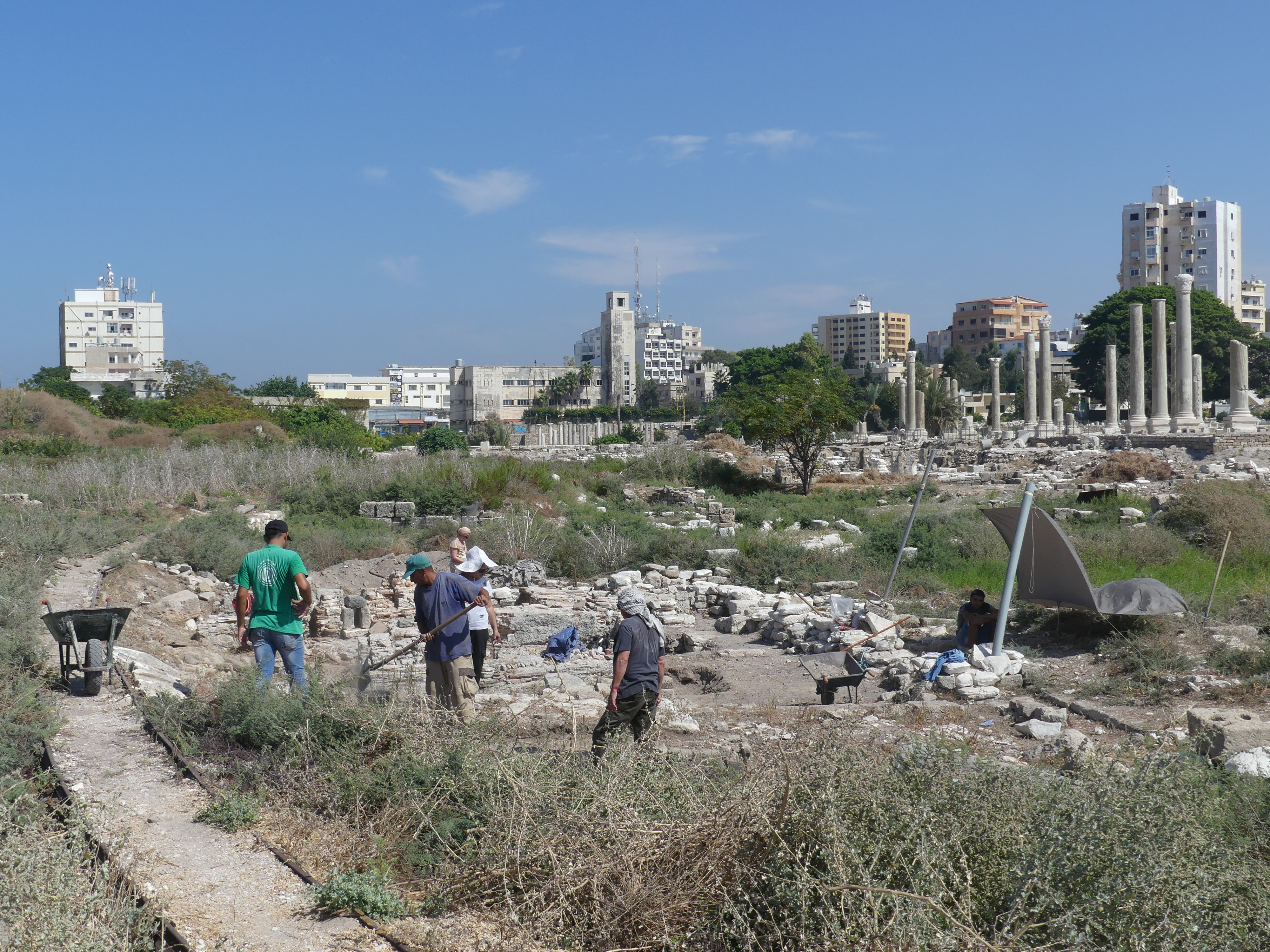
2019년 알 미나/시 유적지에서 리옹 대학교 소속 고고학자들

2008년부터 레바논 프랑스 합동 팀이 리옹 대학교 피에르 루이 가티에(Pierre-Louis Gatier)의 지휘 아래 고고학 및 지형학 작업을 수행하고 있다. 2012년 시리아 내전으로 인해 국제 고고학 임무가 중단되자, 일부 팀은 대신 티레에서 발굴을 시작했다. 그 중에는 베이루트 아메리칸 대학교 (AUB) 고고학 박물관 관장인 레일라 바드레가 이끄는 팀과 벨기에 고고학자들이 있었다.
티레의 고대 문화유산에 대한 위협은 개발 압력과 불법 유물 거래를 포함한다. 2011년에 계획된 고속도로는 고고학적으로 민감한 지역에 건설될 예정이었다. 소규모 지구물리 탐사 결과 제안된 건설 현장에 고고학 유적이 존재함이 밝혀졌다. 이 현장들은 아직 조사되지 않았다. 제안된 교통 교차로의 위치가 변경되었음에도 불구하고, 정확한 현장 경계의 부족은 현장 보존 문제를 혼란스럽게 한다.

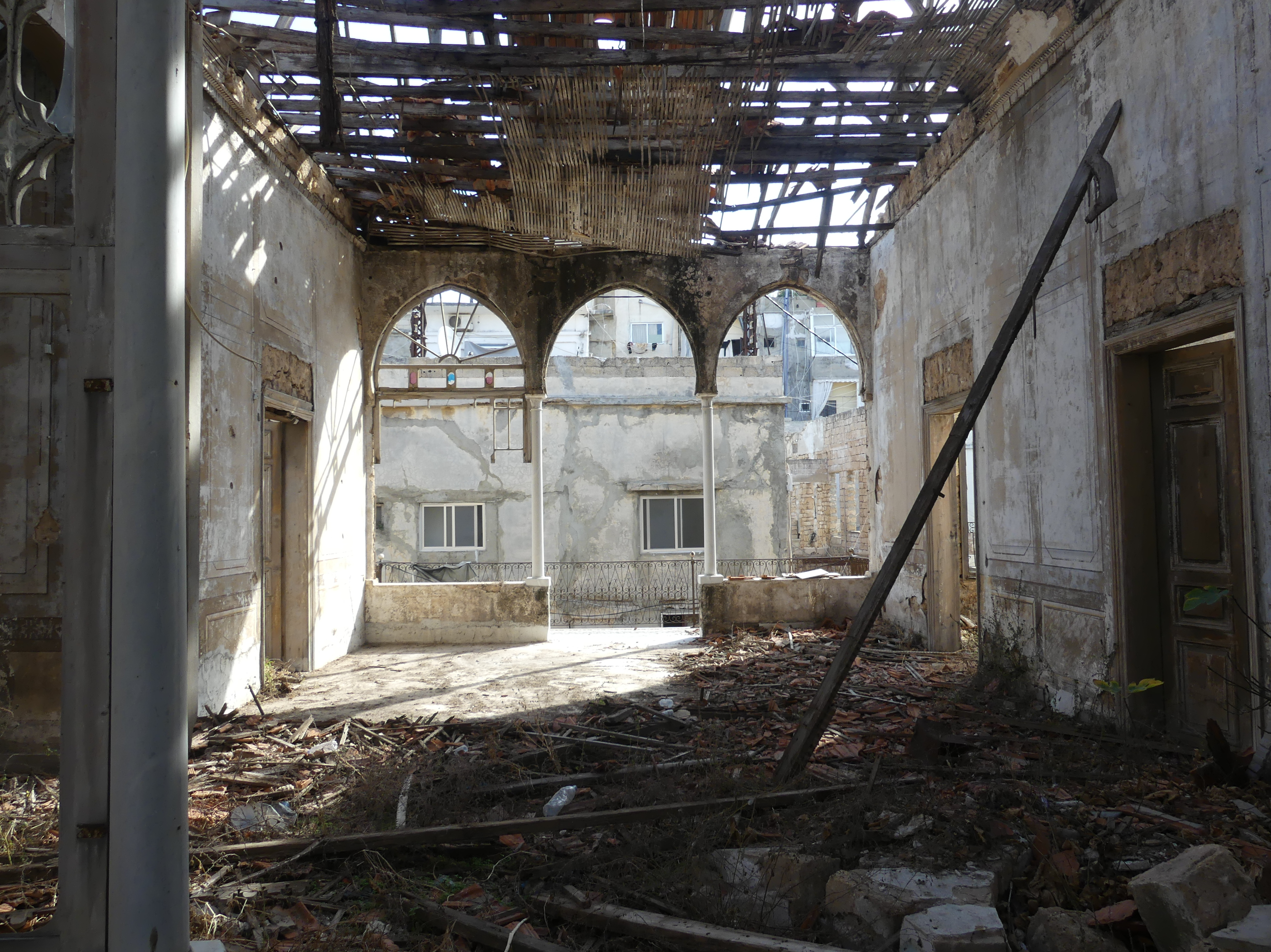
칸 라부 유적

2018년 지중해 세계유산 연구에 따르면 티레의 도시 유적지는 "현재 기후 조건에서 해안 침식 위험이 가장 높으며, 극심한 해수면 상승으로 인한 '보통' 위험도 있다"고 한다. 2019년에는 추가적인 해안 조사가 실시되어, 지역 상대적 해수면 상승에 대한 새로운 가설과 아직 보고되지 않은 수중 해안 구조물의 발견으로 이어졌다.
레반트와 레바논의 많은 도시들과 마찬가지로, 1970년대 레바논 내전 이후의 건축물들은 품질이 좋지 않아 전쟁 전의 건축 환경에 존재하는 문화유산을 위협하는 경향이 있다. 한편, 칸 라부(Khan Rabu)와 칸 수르(Khan Sour) / 칸 아시카르(Khan Ashkar)와 같은 오스만 시대의 역사적 건물들은 수십 년간의 방치와 유지보수 부족으로 부분적으로 붕괴되었다.
2013년, 티레 구호 국제 협회(IAST)는 소더비와 제휴하여 도시 외곽에 있는 장인 마을 레 아틀리에 드 티레(Les Ateliers de Tyr)에 자금을 지원하기 위한 온라인 래플을 시작하여 헤드라인을 장식했다. 참가자들은 100유로에 티켓을 구매하여 파블로 피카소의 1914년작 '오페라 모자를 쓴 남자' 그림을 받을 수 있었다. 수익금은 총 526만 달러에 달했다. 이 그림은 펜실베이니아주 출신의 25세 소방 안전 관리인이 받았다. IAST 회장인 마하 알 칼릴 찰라비는 봉건 영주이자 정치인인 카젬 엘 칼릴의 딸이다. 2017년 9월, 그녀는 티레 북동쪽 외곽에 7,300m2 면적의 오렌지 숲 한가운데에 위치한 "레 아틀리에(Les Atelier)"를 개장했다.
2024년 이스라엘의 레바논 침공 중, 유네스코는 피해로부터 문화 유적지를 보호하기 위해 티레 고고학 유적지를 포함한 레바논의 34개 문화 유적지에 강화된 보호 조치를 취했다.

### 성경적 묘사

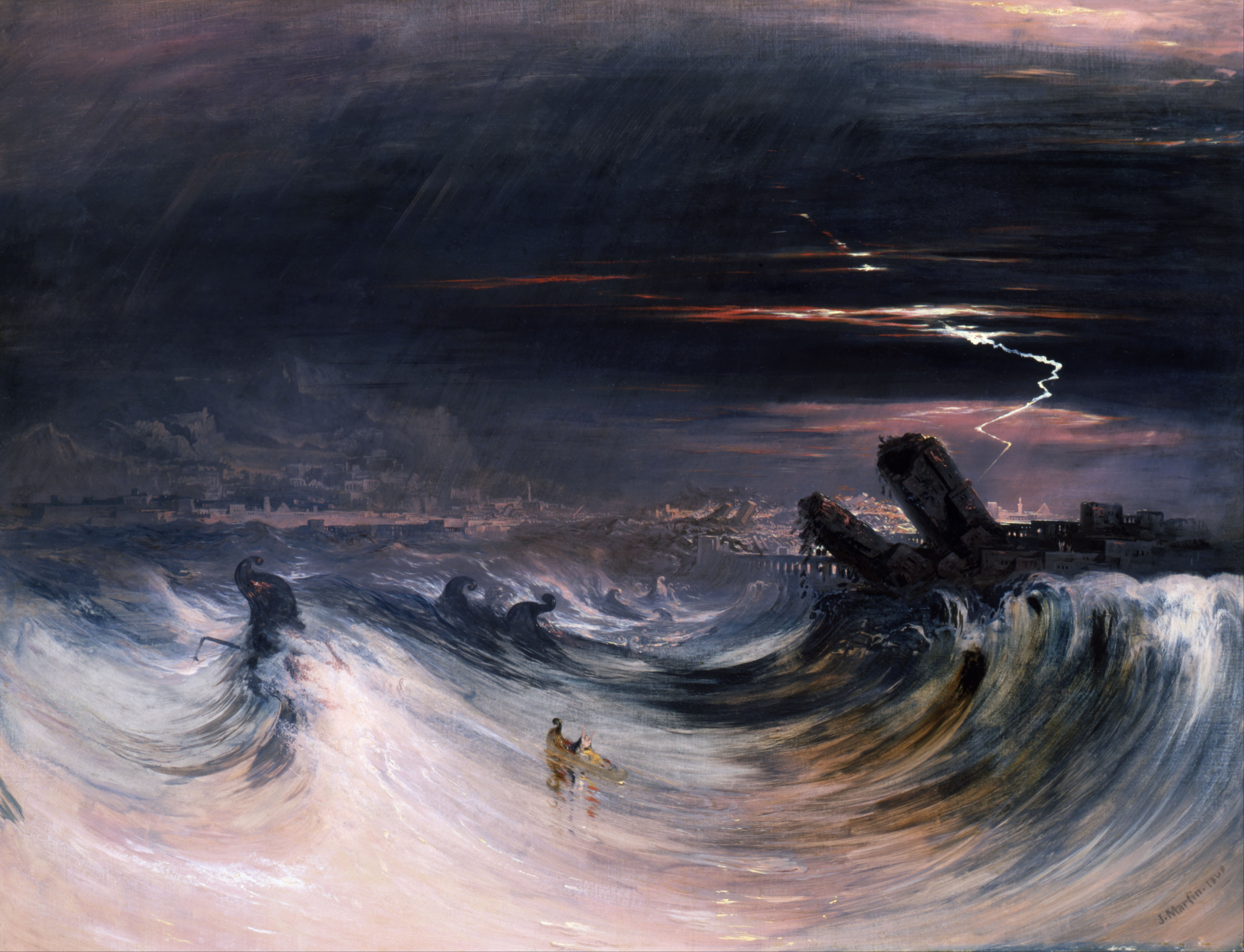
존 마틴이 그린 티레의 예언된 파괴.

성경에 티레는 두로로 번역되어있다.

#### 구약성경
- 여호수아 19장에 따르면, "성벽으로 둘러싸인 티레 성읍"은 아셀 지파에게 분배되었다.[79]
- 티레의 히람 1세는 사무엘하, 열왕기상, 역대기상에서 다윗과 솔로몬과 동맹을 맺었다.[80] 히람은 예루살렘의 왕궁과 성전을 건축하기 위해 건축가, 노동자, 백향목과 금을 제공했다.[81]
- 티레는 하나님의 백성을 대적하여 음모를 꾸밀 열 개 국가 동맹 중 하나로 나열된다.[82]
- 이사야서에는 티레가 "그 요새가 파괴될" 때 70년 동안 잊혀졌다가 그 후 "그 이익과 음녀의 품삯이 주께 거룩하게 될 것"이라고 언급되어 있다.[83]
- 요엘서는 티레, 시돈 및 블레셋을 함께 묶어 유다와 예루살렘 백성이 그리스인들에게 팔렸고, 그로 인해 벌이 있을 것이라고 명시한다.[84]
- 티레는 또한 에제키엘서,[85] 아모스서,[86] 시편, 그리고 즈가리야서에 언급되어 있으며,[87] 이는 그 파괴를 예언한다.

#### 신약성경
- 예수는 티레와 시돈의 지역 또는 "해안"(킹 제임스 성경)을 방문했고,[88] 이 지역에서 많은 사람들이 그분의 설교를 들으러 왔는데,[89] 이는 마태오의 복음서 11장 21절[90]에서 코라진과 베싸이다에서의 반응과 극명한 대조를 이룬다.
- 헤로데는 티레와 시돈 백성에게 노했고, 사도행전에 따르면 교만하게 칭찬을 받은 후 하나님께 영광을 돌리지 않아 하나님에게 멸망당하는 공개 연설을 했다.[91] 같은 책은 바울로가 7일 동안 머물렀던 티레로의 항해를 묘사한다.[92]
- 요한의 묵시록[93] 18장에서는 에제키엘 26~28장에 나오는 티레의 상업적 묘사를 광범위하게 암시한다.

### 기타 저술
- 티레의 아폴로니오스는 중세에 인기를 끌었던 고대 단편 소설의 주제이다. 많은 언어로 다양한 형태로 존재하며, 이 텍스트는 현재는 유실된 고대 그리스어 원고에서 번역된 것으로 추정된다.
- 페리클레스, 티레의 왕자는 윌리엄 셰익스피어와 조지 윌킨스가 적어도 부분적으로 집필한 자코비안 시대 희곡이다. 저작권 문제에도 불구하고 그의 작품집 현대판에 포함되어 있다.
- 19세기 영국에서 티레는 존 러스킨의 베네치아의 돌 서문과 러디어드 키플링의 리세셔널에서와 같이 위대한 힘과 지위의 필멸성을 보여주는 본보기로 여러 차례 인용되었다.
- 티루스(Tyrus)는 컴브리아 시인 노먼 니컬슨의 1948년 시집 '바위 얼굴(Rock Face)'의 제목이자 주제이다.
- 프랑스 만화가 알베르 우데르조는 1981년에 블랙 골드와 아스테릭스를 출판했는데, 이 작품은 아스테릭스와 오벨릭스의 중동 여행을 묘사하며 제임스 본드와 성경적 주제를 다룬다. 석유를 찾아 그들은 페니키아 선박을 타고 항해하지만, 로마 제국은 그들의 상륙을 막기 위해 티레의 항구를 폐쇄한다.
- 2015년, 레바논계 프랑스인 예술가 조셉 사피에딘(Joseph Safieddine)은 그래픽 노블 드라마 야알라 바이(Yallah Bye)를 출판했는데, 이는 2006년 이스라엘과 헤즈볼라 간의 전쟁 중 그의 가족이 티레의 기독교 구역으로 피신했을 때의 운명을 다루고 있다. 영어 버전은 2017년에, 아랍어 버전은 2019년에 출간되었다.

### 천체
목성을 공전하는 네 개의 갈릴레이 위성 중 가장 작은 유로파에 있는 다중 고리 구조 지역은 전설적인 에우로페 공주의 출생지인 티레의 이름을 따서 명명되었다. 원래 "티레 마쿨라"라고 불렸던 이 지역은 지름이 약 140km(90마일)(하와이섬 크기 정도)이며, 소행성이나 혜성이 유로파의 얼음 지각에 충돌한 지점으로 추정된다.
소행성 209 디도는 전설적인 티레-카르타고 공주의 이름을 따서 명명되었다. 매우 큰 소행성대 소행성으로, 아마도 탄소질 물질로 구성된 C형 소행성으로 분류된다. 209 디도는 1879년 C. H. F. 페터스에 의해 발견되었다.

## 문화 생활
티레에 첫 영화관이 문을 연 것은 1930년대 후반으로, 한 카페 주인이 임시 영화 상영을 시작하면서였다. 어부이자 전통 이야기꾼(하카와티)으로서 영화에 관심이 많았던 하미드 이스탄불리(Hamid Istanbouli)는 터키식 함맘 벽에 영화를 상영했다. 1939년에는 록시가 문을 열었고, 1942년에는 "엠파이어"가 개장했다.
1950년대 중반까지 티레에는 4개의 영화관이 있었고, 근처 나바티예에도 4개가 더 곧 문을 열었다. 많은 곳에서 유명 배우와 음악가들의 라이브 공연도 개최하며, 다양한 배경을 가진 사람들이 모이는 커뮤니티 공간 역할을 했다.
1959년, "티레의 시네마 리볼리"가 개장하여 빠르게 국내 최고의 영화관 중 하나가 되었다. UNIFIL에 따르면, 이곳은 "당시 유명인사들, 즉 장 마레, 브리지트 바르도, 러쉬디 아바자, 오마르 하리리를 포함한 유명인사들이 방문했다"고 한다. 1964년에는 "두니아"가 개장했고, 2년 후에는 "알 함라 시네마"가 개장했다. 이곳은 마흐무드 다르위시, 셰이크 이맘, 아메드 푸아드 네그, 와디 엘 사피, 마르셀 칼리페와 같은 아랍 세계에서 가장 유명한 공연자들의 공연 장소가 되었다.
한편, 두 명의 티레 출신 예술가들이 레바논 음악 발전에 큰 영향을 미쳤다. 할림 엘 루미(1919–1983)와 가치 카와지(Ghazi Kahwaji, 1945–2017)이다. 일부 자료에 따르면 유명한 음악가, 작곡가, 가수, 배우인 엘 루미는 레바논 부모에게서 티레에서 태어났다고 한다. 그러나 다른 자료에서는 그가 나사렛에서 태어나 팔레스타인에서 티레로 이주했다고 주장한다. 한동안 그는 자파리야 고등학교에서 교사로 일했다. 1950년에는 라디오 레바논 음악 부서의 국장이 되었는데, 그곳에서 그는 가수 페이루즈를 발굴하여 라흐바니 형제에게 소개했다. 루미는 그들과 긴밀히 협력하여 음악을 작곡했다.
카와지는 레바논 최초의 무대 디자이너이자 30년간 라흐바니 형제와 페이루즈의 예술 총감독이었다. 그는 이 중요한 직책을 이용하여 "종파주의와 근본주의에 반대"하는 운동을 펼쳤다. 레바논 대학교와 베이루트 성 요셉 대학교의 교수이기도 했던 카와지는 2008년에서 2010년 사이에 아랍 세계의 사회 정의에 대한 풍자적인 3권짜리 책 시리즈 "카와지야트(Kahwajiyat)"를 출판했다.
그때쯤 티레의 문화 생활은 무력 충돌로 심각한 영향을 받았다. 1975년, 봉건 지주이자 정치인인 카젬 알 칼릴의 딸인 마하 알 칼릴 찰라비가 조직한 상업적인 "티레 축제"가 첫 선을 보일 예정이었으나 내전 발발로 중단되었다.
일부 영화관은 1982년 이스라엘 폭격으로 손상되었고, 결국 1989년에 마지막 영화관들이 문을 닫았다.: 함라와 AK2000.
그러나 90년대 중반, 상업적인 티레 국제 축제에 대한 아이디어가 다시 떠올랐다. 그 이후 매년 로마 경마장의 고대 유적지에서 개최되어 엘튼 존과 사라 브라이트만과 같은 국제적인 예술가뿐만 아니라, 레바논 스타인 와디 엘 사피, 데미스 루소스, 카딤 알 사헤르, 멜헴 바라카트, 줄리아 부트로스, 그리고 할림 엘 루미의 딸인 마지다 엘 루미 등이 출연한다.
2006년, 티레 시는 레바논 문화부와 베이루트 프랑스 대사관의 지원을 받아 도시 최초의 공공 도서관인 "독서 및 문화 활동 센터(Centre de Lecture et d’Animation Culturelle, C.L.A.C.)"를 개관했다. 이 센터는 구시가지에 있는 옛 맘루크 하우스인 "베이트 엘 메디나" 옆의 유서 깊은 "베이트 다우드" 건물에 위치해 있다.
2014년, NGO 티로 예술 협회(Tiro Association for Arts)는 "팔레스타인계 레바논인 거리 연극 공연자, 배우, 코미디언, 연극 감독" 카셈 이스탄불리 (*1986)의 지휘 아래 폐쇄되었던 알 함라 영화관을 복원했다. 그의 할아버지는 티레 영화관의 설립자 중 한 명이었고, 그의 아버지는 영화관 영사기를 수리하곤 했다.
2018년, 이스탄불리 극단은 1988년에 문을 닫았던 리볼리 시네마를 재건하고 그곳으로 이전했다. 이곳에 레바논 국립극장이라는 비영리 문화 공간을 설립하여 무료 입장을 허용하고 특히 어린이와 청소년의 예술 교육에 중점을 두었다. 또한 레바논 문화 아이콘들의 낙서로 장식된 "모바일 피스 버스"를 운영하여 인근 시골 마을의 예술을 홍보하고 있다. 이스탄불리는 이렇게 주장했다.
티레에는 물담배 가게가 400개나 되지만, 도서관은 하나, 극장은 하나뿐이다. 하지만 공간이 있으면 사람들이 올 것이다.
2019년, 티레의 알 파나르 리조트에서 영화를 촬영한 레바논 감독 자인 알렉산더의 영화 마나라(아랍어로 "등대"를 의미)가 베네치아의 날 스트랜드 영화제에서 최우수 단편 영화 라구나 수드 상을 수상했다.

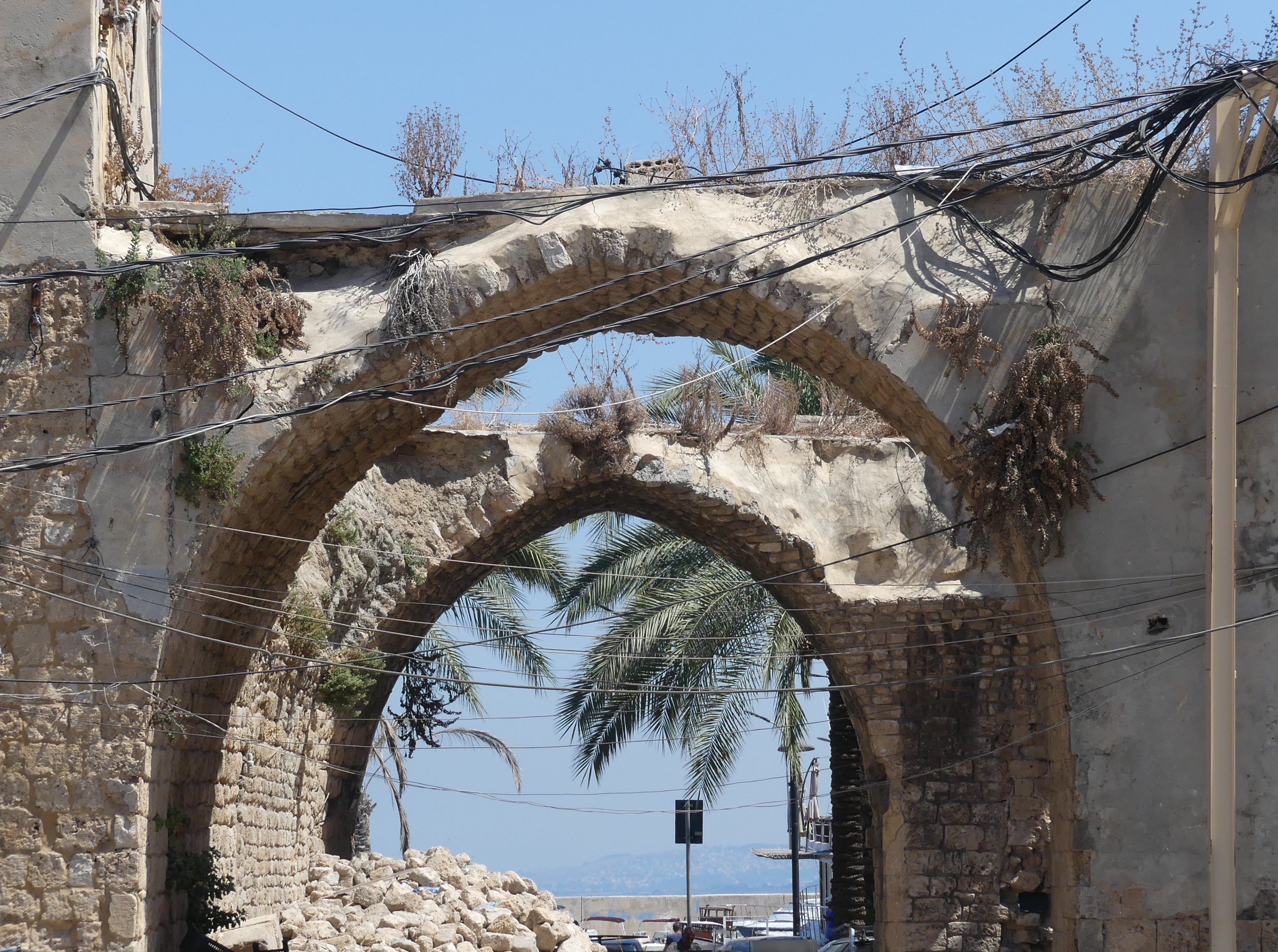
2019년 엠파이어 영화관 건물 유적
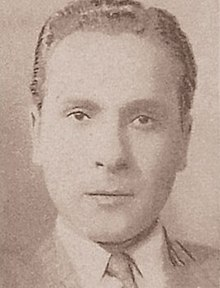
할림 엘 루미
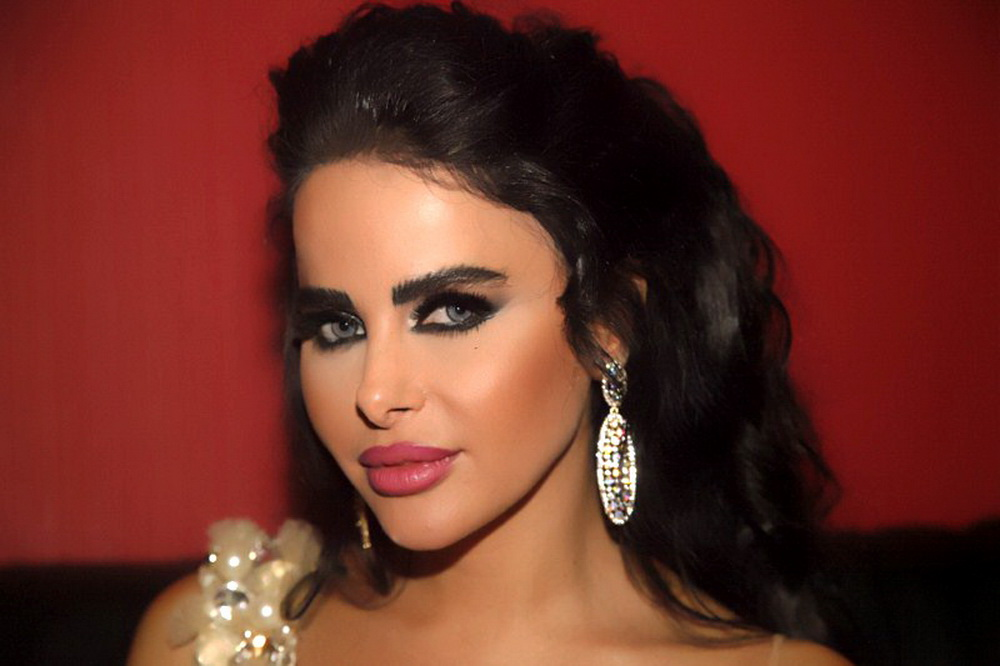
2015년 라얄 아부드
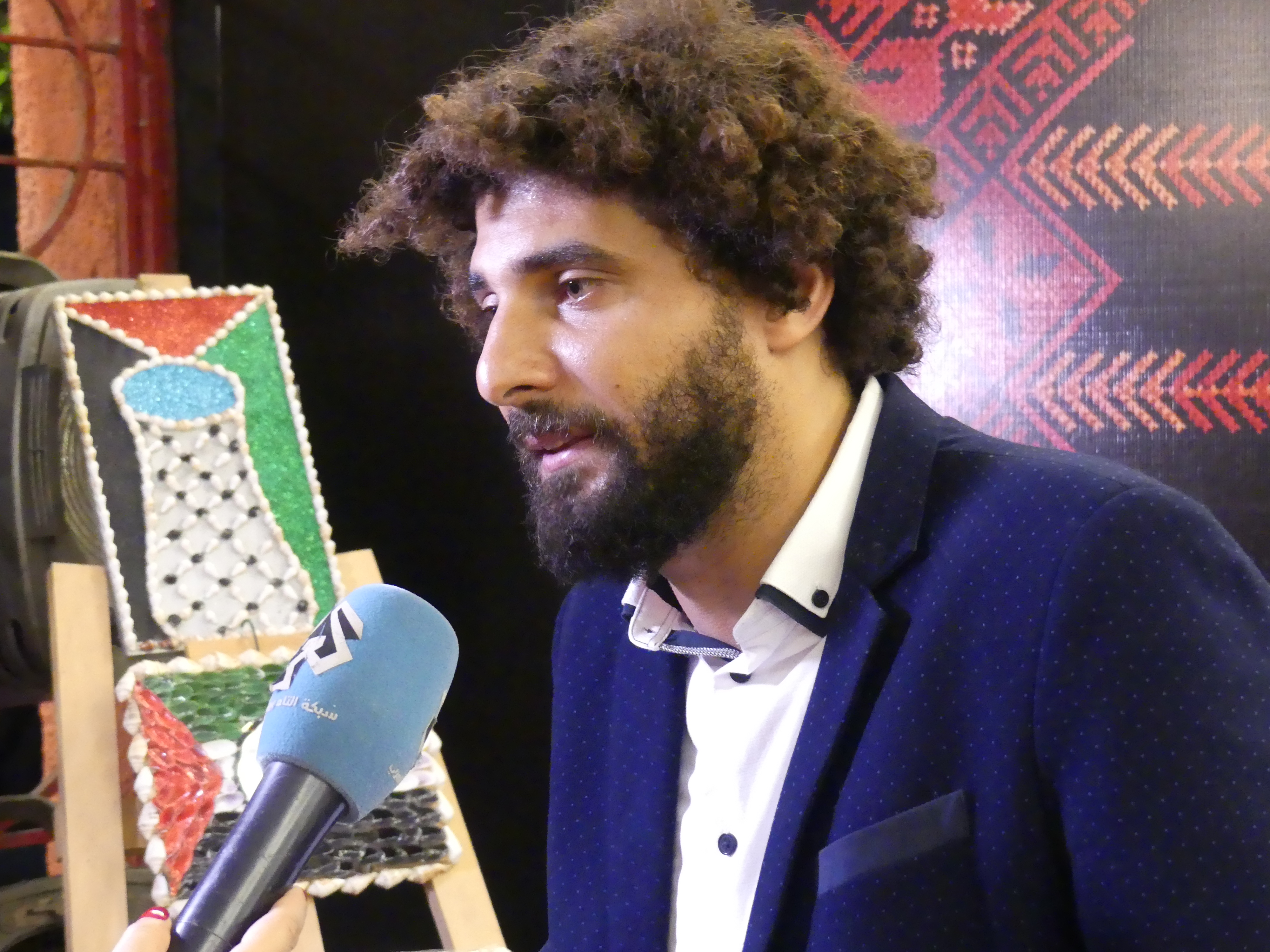
2019년 리볼리에서 카림 이스탄불리
- 2019년 티로 국제 예술 축제 기간 중 카니발 영상

## 교육
레바논에는 많은 대학교가 있다.

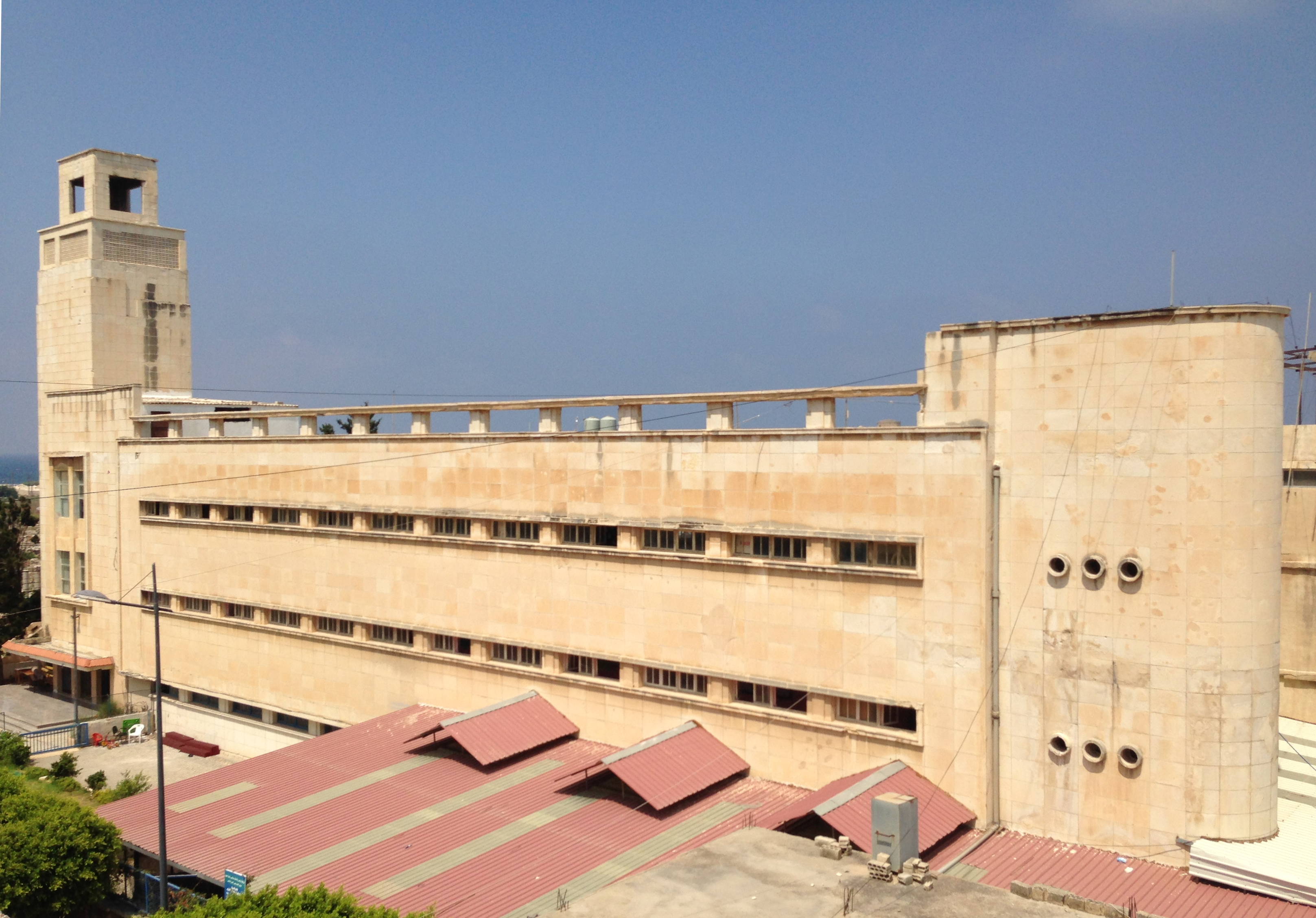
자파리야 학교 (2019)

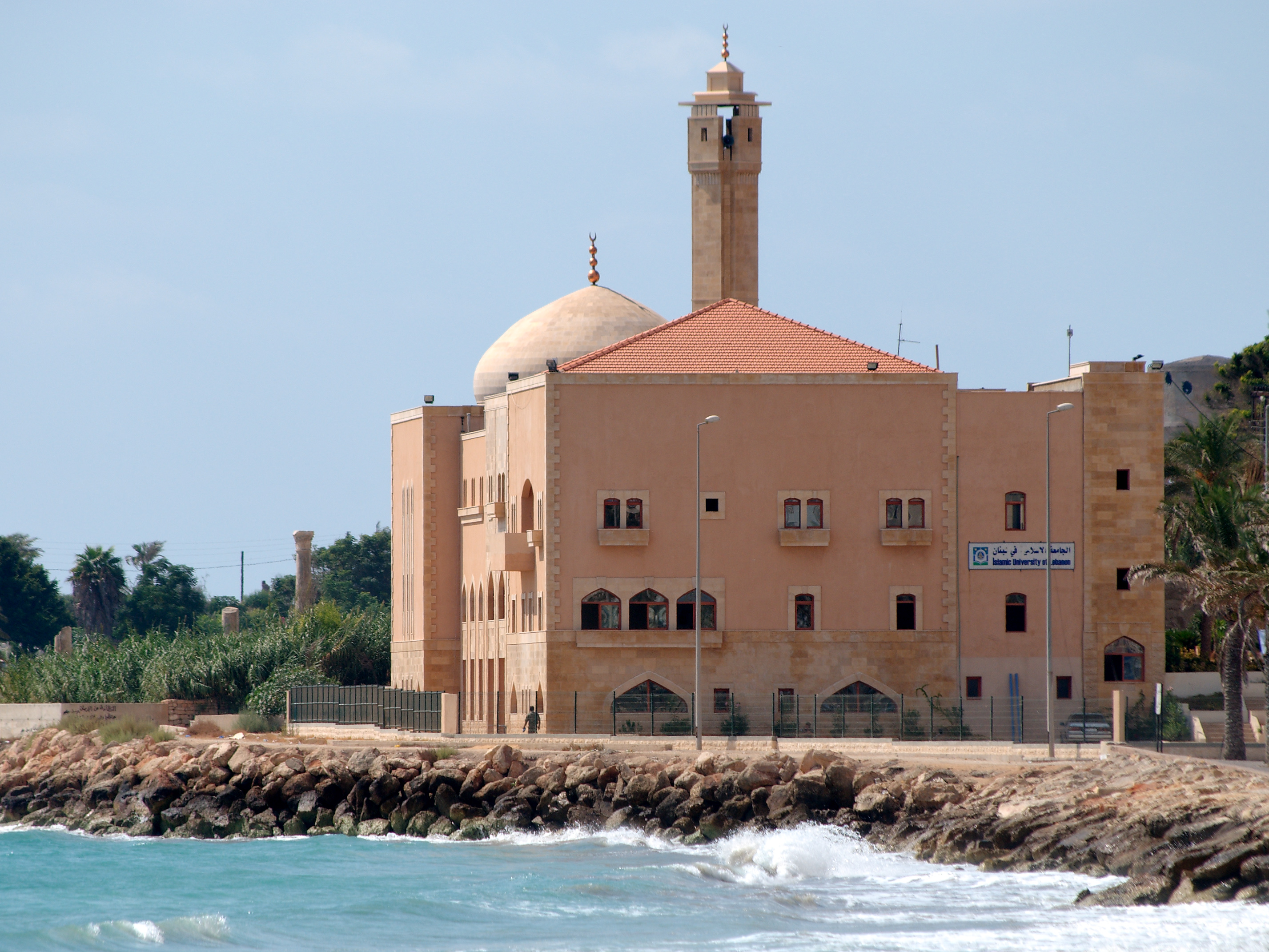
IUL (2009)

자파리야 학교는 1938년 이맘 압둘 후세인 샤라페딘(Abdul Hussein Sharafeddin)이 설립했다. 이 학교는 주로 부유한 이민자들의 기부 덕분에 빠르게 확장되어 1946년 레바논 남부 최초의 중등학교로 승격되었다(위 참조). 그 이후로 티레의 주요 학교 중 하나로 남아 있다.
티레 교육 환경에서 중요한 역할을 하는 것은 사라진 이맘 무사 알사드르의 자선 단체인데, 이 단체는 1978년 그가 실종된 이래 그의 누이 라밥 알사드르가 이끌고 있다. 이 재단은 전국 여러 지역에서 활동하지만, 주된 기반은 바다에 가까운 티레 반도 남쪽 입구에 위치한 복합 단지이다. 주요 초점은 고아원이지만, 건강 및 개발 프로젝트 외에 특히 젊은 여성을 위한 성인 교육 및 직업 훈련 프로그램도 운영한다.
무사 사드르는 또한 1996년 최종 승인을 받아 티레 해변에 지부를 개설한 레바논 이슬람 대학교(IUL) 설립의 초석을 다졌다. 이사회의 구성원들은 사드르가 1967년에 설립한 최고 시아파 평의회 대표들로 이루어져 있다.
150년 이상의 역사를 지닌 티레의 레바논 복음주의 학교는 아마도 도시에서 가장 큰 학교일 것이다. 1996년에 개교한 프랑스 국제학교인 콜레주 엘리트 (티레)는 티레의 수많은 사립 학교 중 하나이다. 마론파 선교사들이 운영하는 카두무스 칼리지(Cadmous College)는 유치원부터 12학년까지의 학교로, 학생의 약 10%는 기독교인이고 90%는 무슬림이다.
2019년 8월, 티레에 거주하는 17세 팔레스타인 학생 이스마일 아자위는 엘 부스 난민 캠프에 있는 UNRWA '데이르 야신' 고등학교를 졸업한 뒤 하버드에서 공부할 장학금을 받기 위해 최고 성적을 거둬 세계적인 헤드라인을 장식했지만, 유효한 비자가 있음에도 불구하고 보스턴 도착 시 추방되었다. 그는 열흘 후 다시 입학 허가를 받아 제때 학업을 시작할 수 있었다.

## 인구 통계
| 티레의 종교 (2014) | 티레의 종교 (2014) | 티레의 종교 (2014) | 티레의 종교 (2014) | 티레의 종교 (2014) |
| ------------------ | ------------------ | ------------------ | ------------------ | ------------------ |
| 종교               |                    |                    | 백분율             |                    |
| 시아파 이슬람      | 시아파 이슬람      |                    | 66.29%             | 66.29%             |
| 수니파 이슬람      | 수니파 이슬람      |                    | 12.33%             | 12.33%             |
| 기독교             | 기독교             |                    | 21.02%             | 21.02%             |
| 기타               | 기타               |                    | 0.36%              | 0.36%              |

2014년 티레의 등록 유권자 중 무슬림은 78.64%, 기독교인은 21.02%를 차지했다. 유권자의 66.29%는 시아파 무슬림, 12.33%는 수니파 무슬림, 12.03%는 그리스 가톨릭이었다.

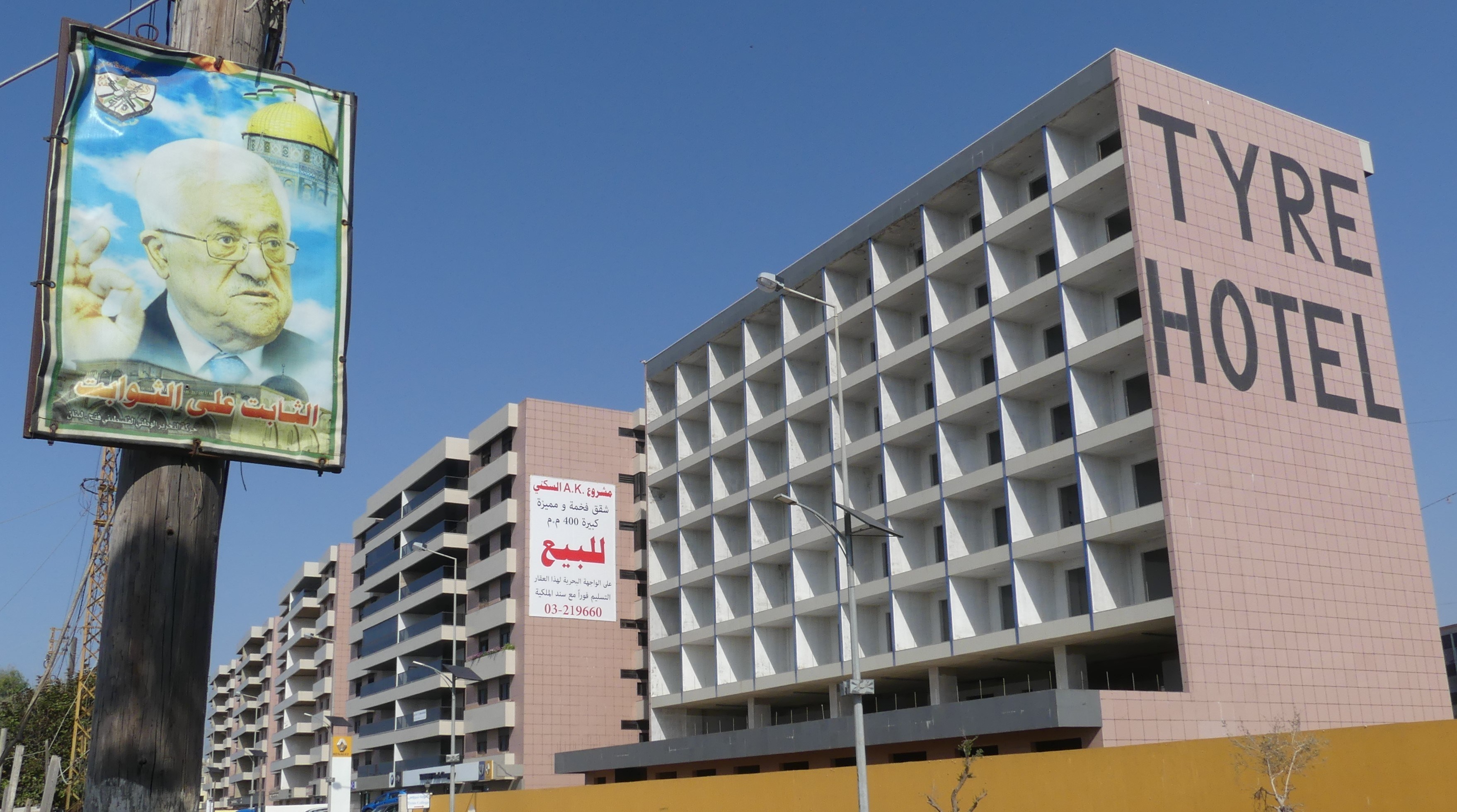
미완성된 TYRE 호텔 건물 왼쪽의 팔레스타인 잘 알 바하르 "집단 거주지"

레바논 정부가 1932년 이후 대략적인 인구 추정치만을 발표했기 때문에 정확한 통계 조사는 불가능하다.
티레의 레바논 국적 인구는 시아파 이슬람교도가 압도적이며, 소수이지만 눈에 띄는 기독교 공동체도 있다. 2010년에는 티레 인구의 15%가 기독교인으로 추정되었다. 2017년, 티레 마론파 대교구는 약 42,500명의 신자를 기록했다. 이들 대부분은 남레바논 산지에 거주하며, 티레 자체에는 약 500명 정도의 마론파 신자만 있다. 남부주 티레 지구뿐만 아니라 나바티예주의 인접 지역까지 관할하는 티레 멜키트 그리스 가톨릭 대교구는 그 해에 2,857명의 신자를 등록했다.

### 난민
티레 시는 주로 수니파 무슬림과 일부 기독교 가정을 포함한 6만 명 이상의 팔레스타인 난민들의 고향이 되었다. 티레는 1948년에 인구가 감소한 7개 마을에서 온 시아파 사람들을 수용했으며, 이들은 샤브리하와 같은 교외 지역에 정착했다. 2018년 6월 현재, 알 부스 캠프에는 12,281명, 부르지 엘 시말리에는 24,929명, 그리고 라시디예에는 34,584명이 등록되어 있었다. 해안 고속도로 옆에 위치한 노후화된 잘 알 바하르 "집단 거주지"의 주민 수는 2015년에 약 2,500명으로 추정되었다.
모든 캠프에서 시리아 출신 난민과 시리아 출신 팔레스타인 난민의 수가 최근 몇 년간 증가했다. 이 새로운 난민들이 종종 현지 팔레스타인 난민들이 벌던 일당의 "절반 가격"으로 감귤 및 바나나 농장에서 일자리를 받아들이면서 긴장이 고조되었다.
2019년 초, 약 1,500명의 시리아 난민들이 리타니강 주변의 비공식 정착지에서 강물을 오염시켰다는 이유로 쫓겨났다. 이 강물은 이미 심하게 오염되어 있다.

### 외국인 노동자

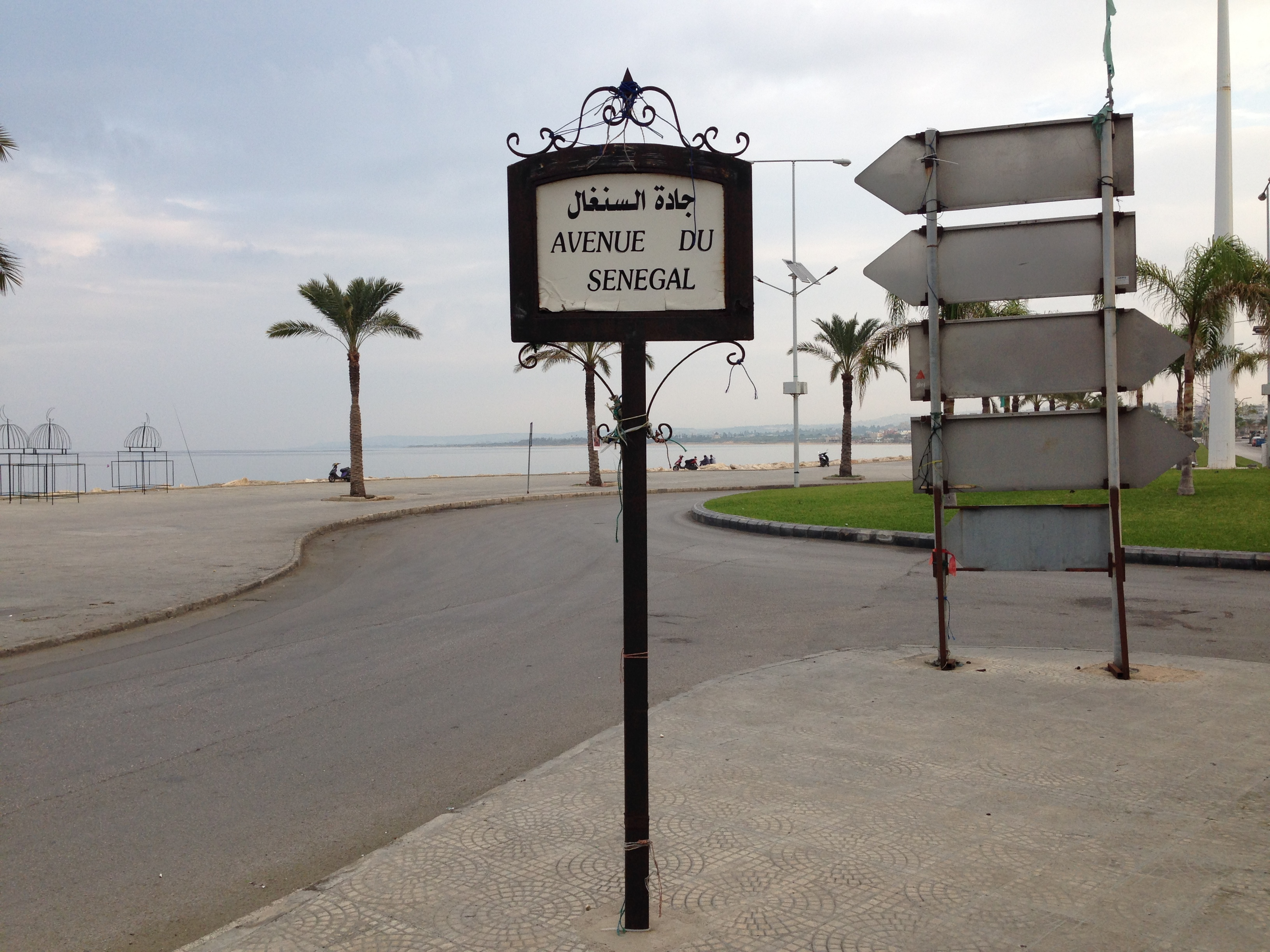
아브뉘 뒤 세네갈 표지판

티레는 "작은 서부 아프리카"로 알려져 있다. 티레의 많은 가족들은 서아프리카 디아스포라에 친척들이 있는데, 특히 세네갈, 시에라리온, 라이베리아, 코트디부아르, 나이지리아에 많다. 세네갈에서는 대부분의 이민자들이 티레 출신이었다. 그곳의 티레 공동체 구성원들은 "주로 2, 3, 4세대 이민자들이며, 이들 중 상당수는 레바논에 가본 적이 없다." 티레의 주요 산책로 중 하나는 "아브뉘 뒤 세네갈"이라고 불린다.
2019년 기준으로 차별적인 카팔라 시스템 하에 레바논에는 약 25만 명의 외국인 노동자(대부분 에티오피아 여성)가 있는 것으로 추정되므로, 티레에도 아프리카 이주민 공동체가 크게 형성되어 있다. 이들은 주로 가사 도우미로 일하는 에티오피아 여성들이다. 이들 중 일부는 티레 출신인 성 프루멘티우스, 에티오피아 정교 테와헤도 교회의 초대 주교에게 헌정된 예배당이 있는 그리스-가톨릭 성 토마스 대성당에서 교회를 다닌다. 2014년 4월, 한 에티오피아 여성이 티레에서 자살한 것으로 보이는 사건으로 헤드라인을 장식했다.
언론 보도에 따르면, 이 여성은 지난주 고용주의 집에서 도망쳤다고 한다. 보안군은 나중에 에티오피아 여성을 체포하여 고용주에게 돌려보냈다.

### 빈곤
2016년 유엔 HABITAT 보고서에 따르면:
대략적인 계산에 따르면 티레 도시 지역에 거주하는 레바논인 중 43%가 빈곤에 시달리고 있다.

## 경제

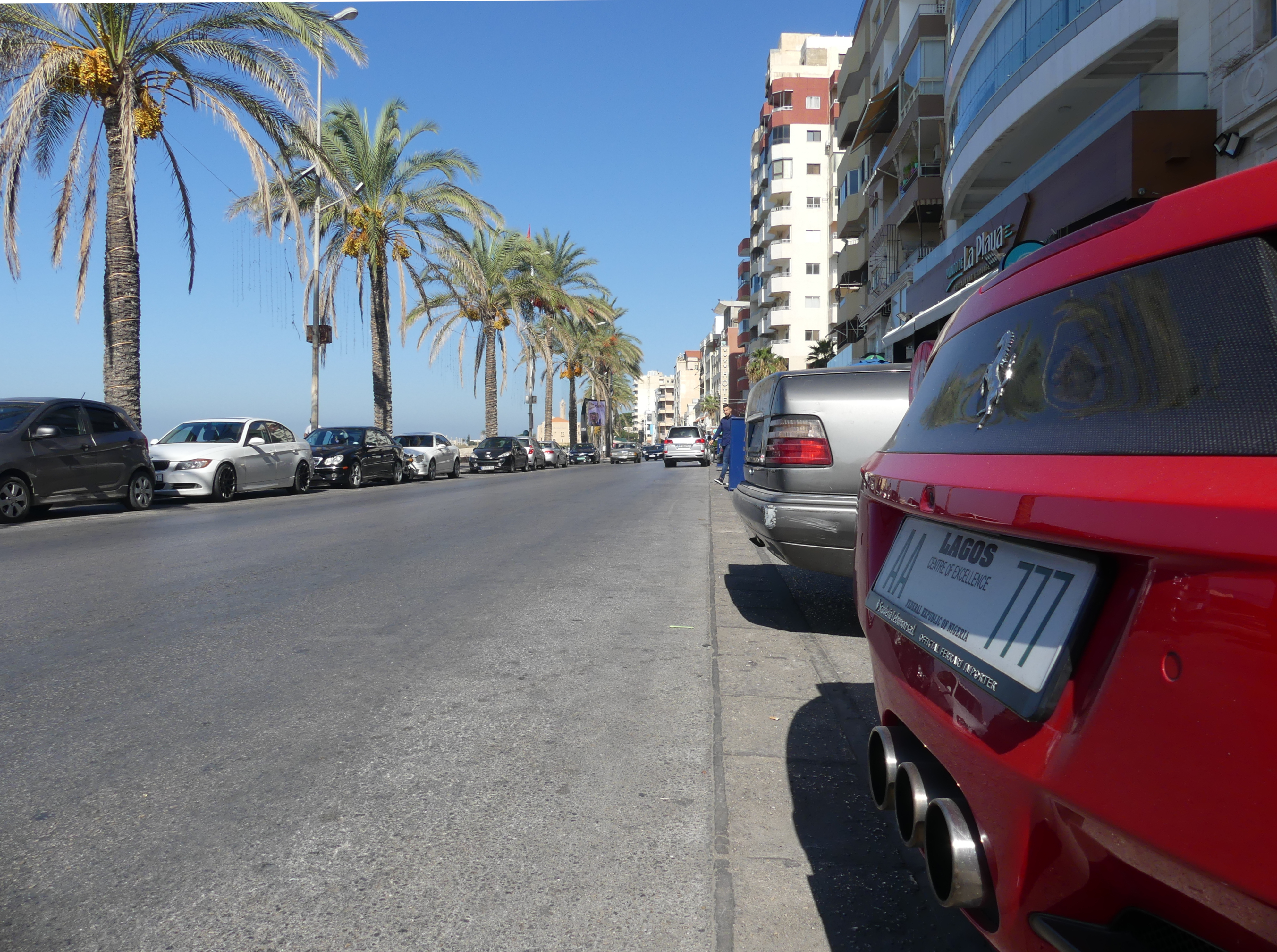
나이지리아 라고스 번호판을 단 페라리 (티레)

티레 도시 경제는 주로 관광, 계약 서비스, 건설 부문, 그리고 서아프리카를 비롯한 디아스포라 티레인들로부터의 송금에 의존한다.
UNIFIL 또한 개별 대원의 소비뿐만 아니라 도로 포장, 공공 장소 재건 등의 "신속 영향 프로젝트"를 통해 티레 경제의 구매력에 크게 기여한다.
2016년 기준, 티레의 농경지 중 38%를 올리브 나무가 차지했지만, 생산자들은 공동 마케팅 전략이 부족했다. 감귤은 농경지의 25%를 차지했지만, 수확량의 20%는 낭비되었다.

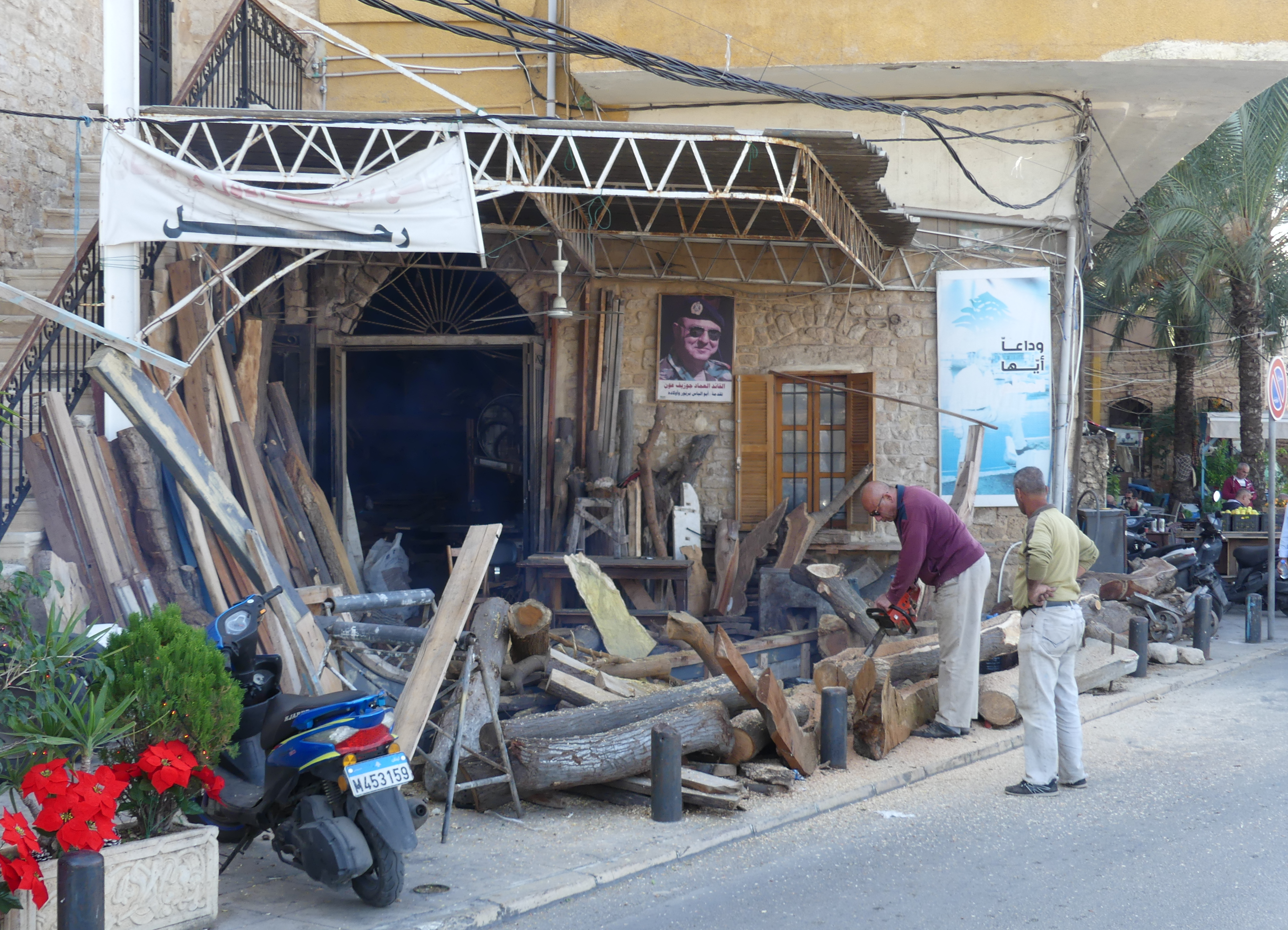
바르부르 조선소

티레는 베이루트항, 트리폴리, 그리고 시돈/사이다 항구보다 훨씬 작지만, 국내 주요 항구 중 하나이다. 화물 운송은 중고차의 주기적인 수입으로 제한되었다. 8월 4일 2020년 베이루트 폭발 사고로 베이루트항과 수도의 대부분이 황폐화된 다음 날, 레바논 정부는 티레 항구를 트리폴리 항구의 백업으로 사용하기로 결정했다고 보도되었다.
항구 지역에서는 바르부르 가문의 조선업자들이 계속해서 목선을 건조하고 있다. 따라서 티레는 지중해에서 이 고대 전통을 유지하고 있는 몇 안 되는 도시 중 하나이지만, 바르부르 사업도 생존을 위해 고군분투하고 있다. 2004년에는 "티레에서만 600명 이상의 어부들이 생계를 유지하기 위해 고군분투하고 있었다".
레바논의 토지 등록 및 지적 총국(GDLRC)에 따르면 2014년에서 2018년 사이에 티레의 토지 거래 성장률은 4.4%로, 같은 기간 동안 전국에서 가장 높은 수치였다. 이러한 부동산 가격 상승은 주로 디아스포라 티레인들의 송금 유입에 기인한 것으로 평가된다.
티레 해안에서 떨어진 9번 블록은 프랑스 기업 토탈, 이탈리아 기반의 에니, 러시아의 노바텍 컨소시엄에 천연가스 심해 시추 허가를 받았다.

## 스포츠

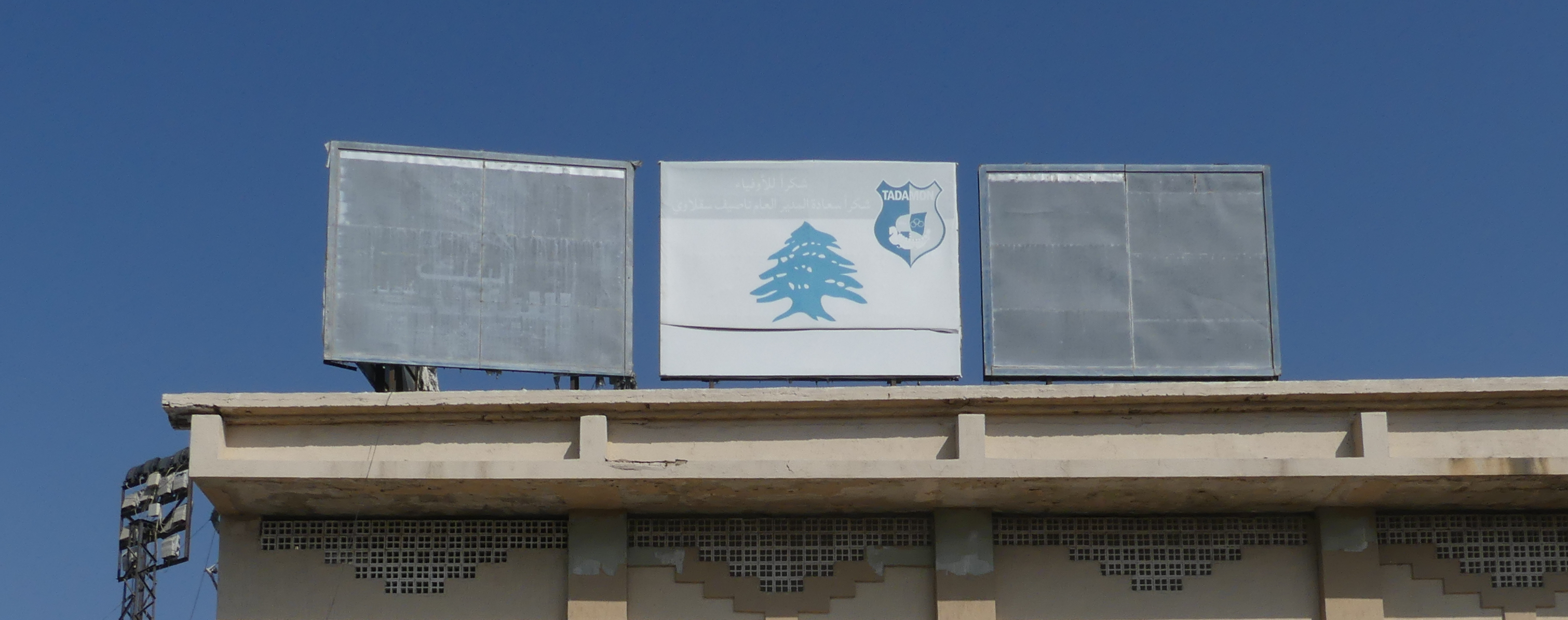
시립 경기장 지붕에 있는 타다몬 SC의 희미한 간판

타다몬 수르 스포츠 클럽(Tadamon Sour Sporting Club), 또는 단순히 타다몬(아랍어로 "연대"를 의미)은 "남부의 대사"라는 별명을 가지고 있으며, 1946년에 창단되어 티레에서 역사적으로 가장 오래된 축구 클럽이다. 홈 경기는 티레 시립 경기장에서 치르며, 레바논 FA컵 1회 우승(2000-01)과 레바논 챌린지컵 2회 우승(2013년, 2018년)을 기록했다. 타다몬의 전통적인 라이벌인 살람 수르 SC도 티레에 연고를 두고 있다.
BBC 보도에 따르면, 타다몬 SC는 승부조작 혐의로 2001년 레바논 프리미어리그 우승 타이틀을 박탈당했다.
같은 해 이 클럽은 자체 유스팀 소속 로다 안타르를 독일 함부르거 SV에 두 시즌 동안 임대하면서 가장 큰 이적 중 하나를 기록했다. 함부르크, SC 프라이부르크 및 1. FC 쾰른에서 8년간 독일 생활을 한 후, 그는 중국 슈퍼리그에서 6년간 더 뛰었고 은퇴 전 마지막 시즌을 위해 타다몬으로 돌아왔다.
티레 출신의 축구 선수 중 레바논 축구 국가대표팀에서도 활약한 몇몇 레바논 프리미어리그 프로 선수들이 있다. 그들은 바로 라비흐 아타야와 나사르 나사르이다.

## 자매 도시
티레는 다음 도시들과 자매 도시 관계를 맺고 있다.
- 알제 (알제리)
- 데즈풀 (이란)
- 말라가 (스페인)[144]
- 페르피냥 (프랑스)
- 튀니스 (튀니지)

## 저명한 인물
- 히람 1세, 성경 속 티레의 왕
- 티레의 피그말리온, 티레의 왕
- 에우로페, 페니키아 티레의 공주

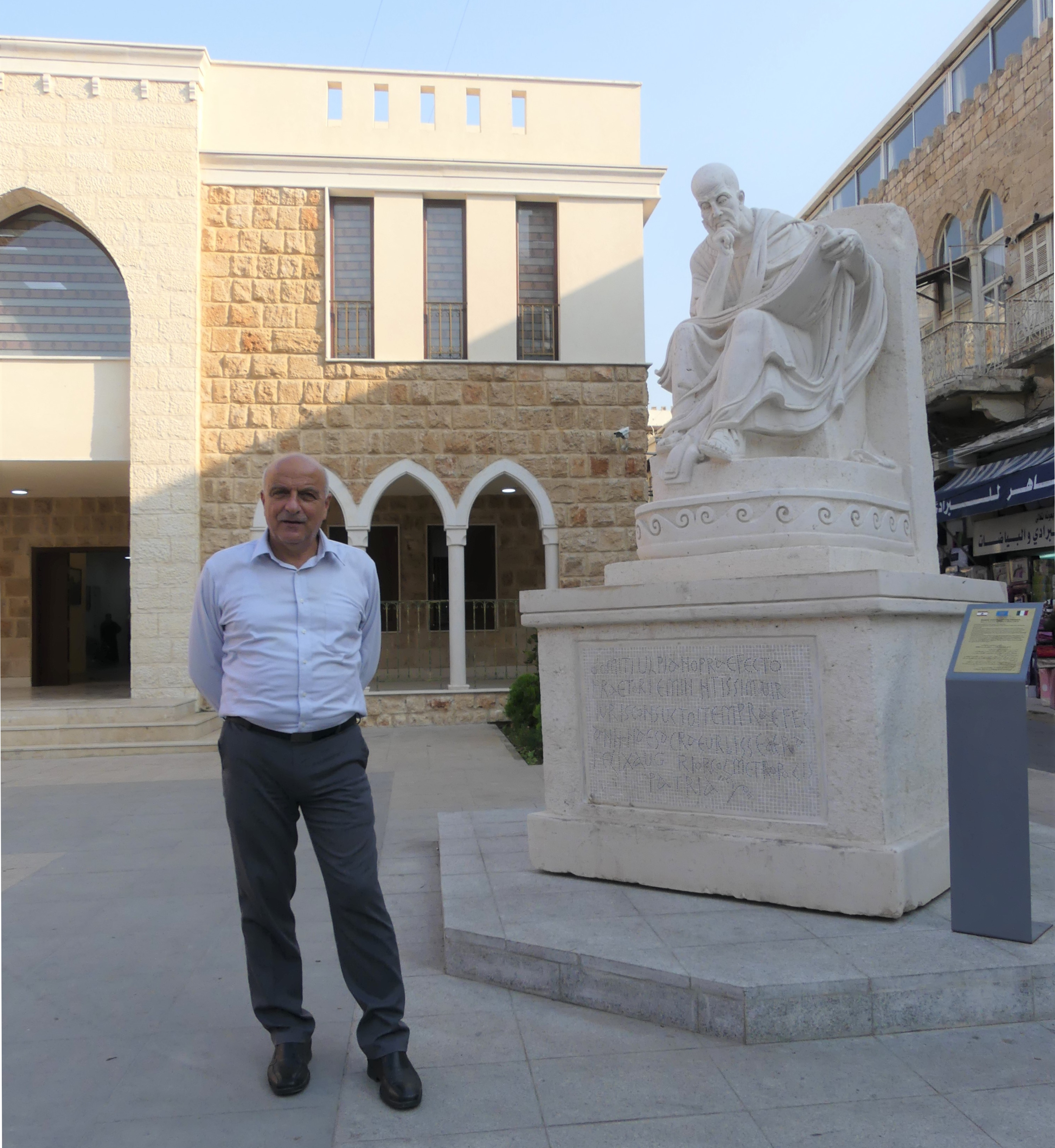
하산 드부크 시장과 시내 새 시청 건물 앞 울피아누스 동상 (2019)

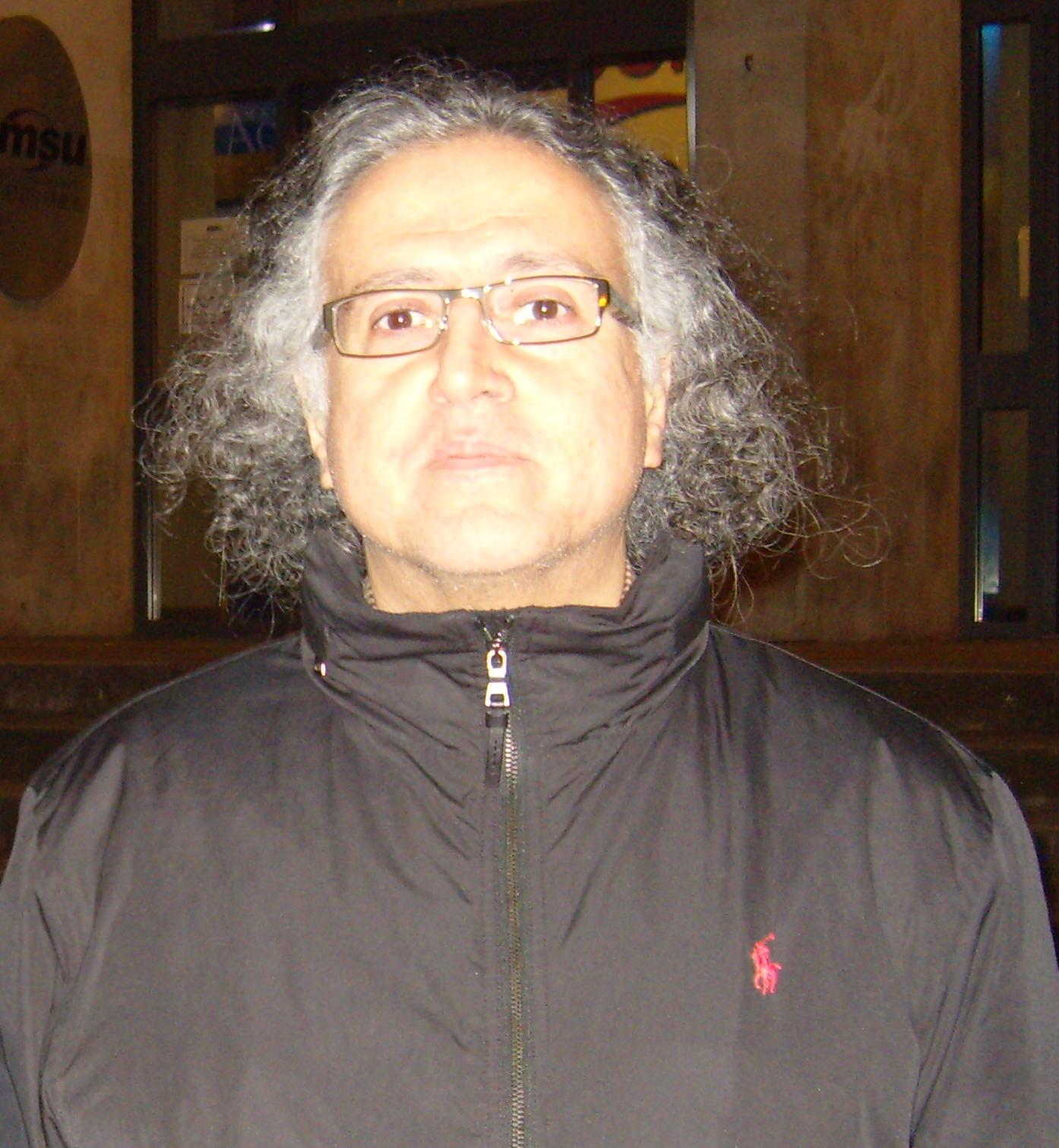
아사드 아부할릴 (2009)

- 벨루스, 아이네이스에 나오는 티레의 왕
- 디도, 카르타고의 설립자 영웅
- 티레의 디오도로스 (기원전 2세기 후반), 소요학파 철학자이자 아테네 소요학파 학장
- 티레의 안티파테르 (기원전 1세기), 스토아 철학자
- 아드리아누스, 소피스트
- 티레의 아폴로니오스 (철학자) (기원전 50년경), 철학자
- 티로스의 마리노스, 헬레니즘 시대의 지리학자, 지도 제작자, 수학자. 그의 저술은 프톨레마이오스의 유명한 지리학에 큰 영향을 미쳤음을 프톨레마이오스 자신이 인정했다.
- 울피아누스 (서기 3세기 초), 베이루트 법학원에서 가르친 유명한 로마 법학자
- 티레의 메로피우스(Μερόπιος), 철학자, 그의 친척 두 명인 프루멘티우스(Φρουμέντιος)와 에데시우스(Εδέσιος)와 함께 고대 인도로 여행했다.[145][146]
- 티레의 성녀 크리스티나 (서기 3세기) 순교자[147]
- 포르피리오스, 신플라톤주의 철학자이자 작가. 그는 플로티노스의 엔네아데스와 논리학 및 철학 입문서인 이사고게를 편집하고 출판했는데, 이 책은 중세 내내 논리학의 표준 교과서였다.
- 알라카 (10세기), 파티마 칼리파국에 대항하여 반란을 이끈 항해사[148]
- 티레의 윌렐무스 (서기 12세기), 역사가이자 티레 대주교
- 압델 후세인 샤라페딘, 시아파 개혁가
- 무사 알사드르, 시아파 지도자
- 라밥 알사드르, 활동가, 전 지도자의 누이
- 할림 엘 루미, 가수 및 작곡가
- 나비 베리, 아말 운동 지도자
- 아사드 아부할릴, 아나키스트이자 캘리포니아 주립 대학교 스타니슬라우스 정치학 교수
- 자키 셰합, ArabsToday.net의 설립자 겸 편집장
- 알라 잘잘리, 가수
- 조 바르자, 요리사이자 TV 출연자
- 페리 코신, TV 진행자
- 라비흐 아타야 (1989년생), 레바논 축구 선수[142]
- 나사르 나사르 (1992년생), 레바논 축구 선수[143]
- 빌랄 나지디 (1993년생), 레바논 축구 선수[149]
- 제인 파란 (1999년생), 레바논 축구 선수[150]

## 같이 보기
- 티레의 왕들
- 알렉산드로스 대왕이 설립한 도시 목록
- 티레 세켈
- 성경 예언 속 티레